# Martin Scorsese
Martin Charles Scorsese (Nueva York, 17 de noviembre de 1942) es un director, guionista, actor y productor de cine estadounidense. Con una trayectoria que abarca más de cincuenta años, las películas de Scorsese abordan temáticas relacionadas con el catolicismo, la identidad italoestadounidense o la criminalidad, caracterizándose por su violencia, uso del lenguaje vulgar, estar ambientadas en la ciudad de Nueva York y la inclusión de canciones pop, rock y clásicas en la banda sonora. El origen italiano y católico de su familia, su infancia en Little Italy y su afición por el cine italiano y estadounidense de las décadas de 1940 y 1950 influyeron en su obra como cineasta.
Durante su formación como cineasta y poco después de graduarse en la Universidad de Nueva York, realizó sus primeros cortometrajes y el largometraje Who's That Knocking at My Door (1967). Posteriormente, captó la atención de la crítica con la cinta de gánsteres Mean Streets (1973), donde el estilo que lo iba a caracterizar como director se hizo evidente. Logró catapultarse como parte del Nuevo Hollywood dirigiendo los filmes dramáticos Taxi Driver (1976) y Toro salvaje (1980), que consolidaron su posición de prestigio gracias su éxito crítico y las candidaturas a diversos galardones, incluyendo el Óscar. Durante esa época además, Robert De Niro comenzó a actuar bajo su dirección, una asociación que se iba a repetir en diez largometrajes. Después de una década de resultados desparejos, regresó a su mejor nivel como realizador con Goodfellas (1990).
Aunque es conocido por dirigir cintas de gánsteres gracias a la popularidad de Goodfellas, Casino (1995) o El irlandés (2019), Scorsese ha demostrado versatilidad explorando diversos géneros. Su filmografía también comprende el musical New York, New York (1977), las comedias negras El rey de la comedia (1983) y After Hours (1985), el thriller psicológico Cape Fear (1991) y el drama romántico La edad de la inocencia (1993). Su carrera tampoco estuvo exenta de controversias, como la desatada a partir de su retrato de Jesús en La última tentación de Cristo (1988) o la censura sufrida por Kundun (1997) de parte del gobierno comunista chino. Hacia el comienzo del nuevo milenio sus producciones comenzaron a contar con mayores presupuestos, acompañados en algunos casos de éxitos comerciales sin precedentes en su carrera. El drama histórico Gangs of New York (2002) marcó el comienzo de su colaboración con Leonardo DiCaprio, quien actuó en seis de sus largometrajes, incluyendo la película biográfica El aviador (2004), el thriller policíaco The Departed (2006), el thriller psicológico Shutter Island (2010) y la sátira de humor negro El lobo de Wall Street (2013). Además dirigió el drama de aventuras Hugo (2011) y el drama histórico Silencio (2016).
Tras repetidas nominaciones, Scorsese ganó el Óscar al mejor director gracias a su trabajo en The Departed (2006). Con diez candidaturas al Óscar como mejor director, es el director vivo con más nominaciones en esa categoría y el segundo en la historia. Además del Óscar, se ha hecho acreedor de múltiples galardones, entre ellos los premios Globo de Oro, BAFTA, Primetime Emmy, SAG, Palma de Oro, el premio del Festival de Cannes al mejor director y el León de Plata a la mejor dirección. El impacto de su cine en la cultura lo ha llevado a transformarse en uno de los directores más influyentes y es, en opinión del crítico de cine Roger Ebert, el «mejor director estadounidense en actividad». Varias de sus películas han sido seleccionadas entre las mejores de todos los tiempos por organizaciones como el American Film Institute o las revistas Sight and Sound y Empire.
Su labor no está limitada a la dirección de largometrajes de ficción. En sus inicios consiguió trabajos como montador, participando en la realización del documental Woodstock (1970), y resultó seleccionado por su mentor John Cassavetes para trabajar como asistente de edición de sonido en Minnie and Moskowitz (1971). Trabajando para la televisión, fue director ejecutivo y dirigió los episodios piloto de las series de HBO Boardwalk Empire (2010) y Vinyl (2016). Como aficionado a la música, ha dirigido una amplia gama de documentales relacionados con el tema, incluyendo The Last Waltz (1978), considerado por algunos críticos como uno de los mejores documentales de música de todos los tiempos. También dirigió No Direction Home (2005), Shine a Light (2008), George Harrison: Living in the Material World (2011) y Rolling Thunder Revue: A Bob Dylan Story by Martin Scorsese (2019). Asimismo, parte de sus esfuerzos están dedicados a la preservación de películas mediante The Film Foundation, una organización fundada con dichos fines en 1990.

## Primeros años
Scorsese nació en la ciudad de Nueva York el 17 de noviembre de 1942 como el segundo de los dos hijos de Charles Scorsese (1913-1993), planchador de ropa y actor, y Catherine Scorsese (Cappa, de soltera; 1912-1997), costurera y actriz; ambos trabajaban en el Garment District. Al momento de su nacimiento, la familia —originaria del barrio neoyorquino de Little Italy— se trasladó al distrito de Queens, primero para vivir en el barrio de Sunnyside y más tarde en Corona. Sin embargo, a causa de un problema con el arrendador, en 1949 la familia se mudó de vuelta a Little Italy. Scorsese llegó junto a su hermano y sus padres al pequeño barrio de Little Italy para vivir por seis meses en un abarrotado apartamento en el número 232 de la Elizabeth Street junto a su abuela, hasta mudarse al tercer piso de otro apartamento en el número 253 de la misma calle. En ese entonces, la población del barrio, descrito por Scorsese como un «pueblo siciliano», era casi completamente de ese origen. Sus abuelos paternos provenían de Polizzi Generosa, ciudad ubicada en la provincia de Palermo, Sicilia, y sus abuelos maternos también eran de Palermo, concretamente de Baucina y Ciminna. El apellido original de la familia era «Scozzese», pero se transcribió erróneamente cuando sus ancestros llegaron a América. Scorsese se crio en un ambiente de clase obrera, conservador y devotamente católico. De niño, con cuatro años de edad y como consecuencia de la extirpación de las amígdalas, comenzó a sufrir de asma, lo que lo mantuvo alejado de la actividad física y de sus pares, un hecho que iba a ser crucial en su evolución creativa. Durante esa etapa sus padres comenzaron a llevarlo al cine, y fue entonces cuando desarrolló primero el interés por la pintura en acuarela y luego por las películas.

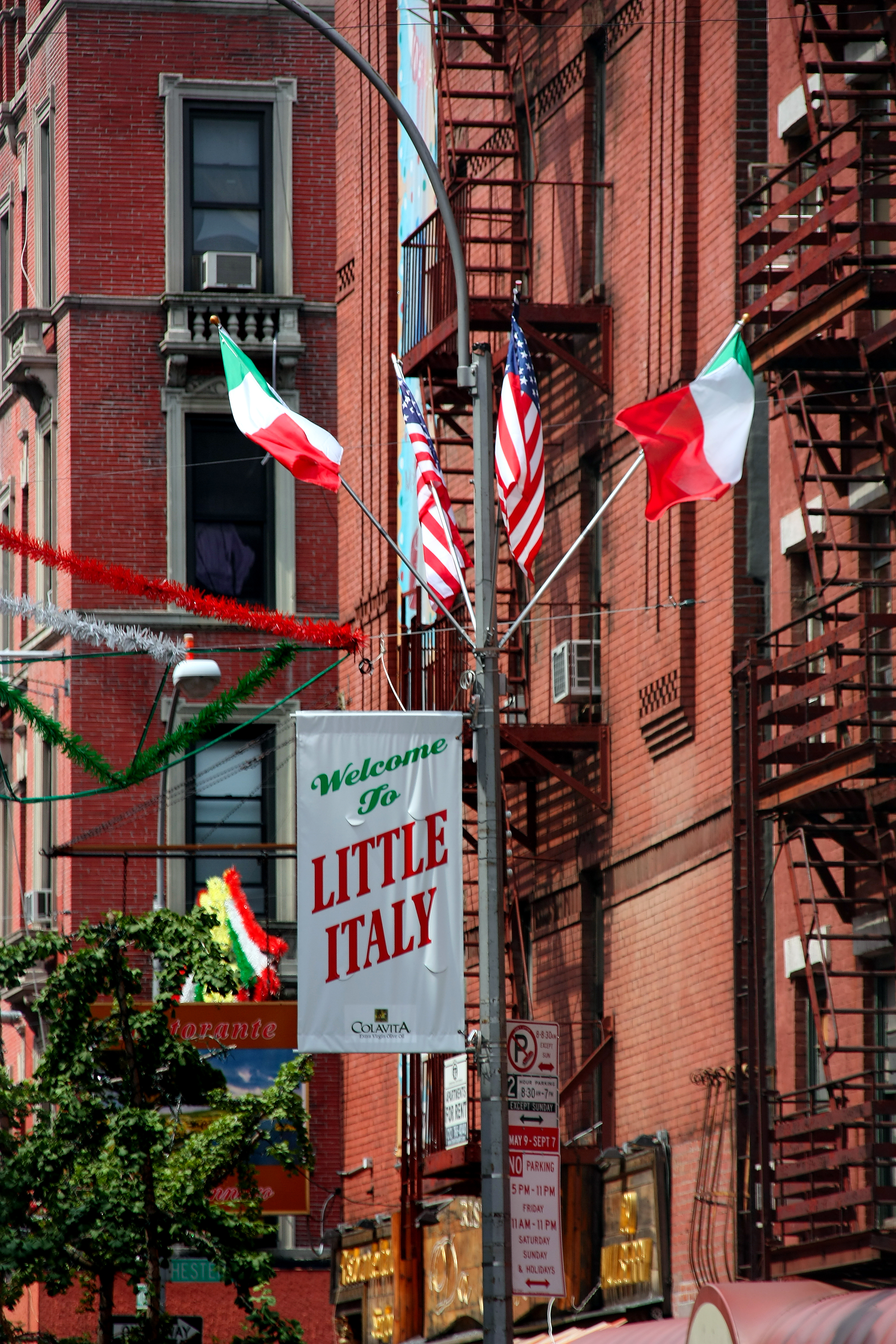
Los primeros años de Scorsese en Little Italy iban a inspirar sus primeros filmes.

El tiempo libre provocado por el asma también incentivó su acercamiento a la iglesia. Asistió a la St. Patrick's Old Cathedral School y durante un tiempo fue monaguillo en la antigua Catedral de San Patricio, antes de ser expulsado por llegar tarde a las misas. En un principio, su deseo era ser sacerdote y durante un año asistió al seminario Cathedral College of the Immaculate Conception, de donde fue expulsado por mal rendimiento. Su intención se mantuvo hasta 1960 cuando se percató de que su «vocación católica era, en cierto modo, a través del cine». Posteriormente asistió a la Cardinal Hayes High School, una escuela secundaria católica del Bronx, e intentó lograr un buen promedio con la intención de ser admitido en la universidad. Después de ser rechazado por la Universidad de Fordham, se matriculó en el Washington Square College, a pesar de las preocupaciones de sus padres por el hecho de que una universidad laica podría ser demasiado izquierdista. Aunque ingresó a la universidad con el propósito de estudiar filología inglesa y ser profesor, finalmente su interés se desvió hacia el cine. En 1964 consiguió un Bachelor of Arts y durante los dos años subsecuentes continuó realizando cursos adicionales. A continuación obtuvo un máster en Bellas Artes en la School of the Arts —más tarde renombrada Tisch School of the Arts— en 1968, un año después de la fundación del instituto, perteneciente a la Universidad de Nueva York.

## Trayectoria

### Inicios
El primer intento narrativo de Scorsese tuvo lugar en 1959, cuando influenciado por el cine épico del que había sido aficionado de niño rodó en Super-8 Vesuvius VI. Esta miniproducción inspirada en la serie de televisión detectivesca 77 Sunset Strip y ambientada en Roma fue interpretada por amigos del director y se filmó con una cámara prestada en una azotea y en el sótano de una panadería en Lower East Side. Durante las proyecciones, el metraje de Vesuvius VI debía ser reproducido junto al sonido grabado por separado, lo que a menudo generaba problemas de sincronización entre ambos. Por ese motivo, Scorsese comenzó a llevar a los actores para que leyeran sus diálogos en vivo mientras él ajustaba la velocidad del proyector cuando era necesario. Ya como estudiante de la Universidad de Nueva York, realizó junto a un compañero su primer proyecto en 16 mm en blanco y negro de una duración de nueve minutos. Se desconoce el título concreto de mismo, que podría ser Inesita, Inestia: The Art of Flamenco o The Art of Flamenco: Inesita, pero sí se sabe que trataba la relación entre la música, el cine y la danza, y contaba con una bailarina de flamenco como protagonista. Tampoco se tiene certeza de la función que cumplió Scorsese en el proyecto, aunque se ha especulado con que ejecutó las tareas de director o codirector, director de fotografía y montador.
Durante sus primeros años en la universidad se vio fuertemente influenciado por el profesor de cine Haig P. Manoogian, específicamente con respecto a transmitir sentimientos y su pasión por la religión en sus filmes. Como ejercicio de una asignatura dictada por Manoogian, Scorsese realizó su primer cortometraje en solitario filmado en 16 mm, titulado What's a Nice Girl Like You Doing in a Place Like This? (1963), cuya trama tenía como protagonista a un escritor bloqueado obsesionado con la fotografía de un bote en un lago. El corto hacía alusión a una variedad de obras y corrientes cinematográficas como la Nouvelle vague, el cine underground neoyorquino, las narraciones de Algernon Blackwood y el filme The Critic de Mel Brooks. Su realización incluyó elementos como animaciones, montajes, jump cuts, edición asociativa y fotogramas congelados. Su primer trabajo profesional fue como asistente de cámara del director de fotografía Baird Bryant en el cortometraje Smiles (1964) del director John G. Avildsen. Scorsese valoró la oportunidad de trabajar en formato de 35 mm por primera vez, pero evaluó su desempeño como «horrible». A mediados de la década de 1960, Scorsese comenzó a desarrollar una trilogía basada en sus experiencias en Little Italy que consistía en Jerusalem, Jerusalem —jamás producida—, Who's That Knocking at My Door y Mean Streets. Con intenciones de empezar a ganar dinero realizó su segundo corto en 16 mm, It's Not Just You, Murray! (1964), un relato satírico de un gánster de Little Italy, que lo condujo a ser reconocido con el premio al mejor filme estudiantil de 1964 por el Sindicato de Productores Cinematográficos de Hollywood. El premio consistía en una pasantía de seis meses con un salario de 125 dólares por semana en los estudios de Paramount de Hollywood, pero a causa de un cambio en la administración del estudio, la pasantía fue cancelada a último momento. Todavía en la universidad, realizó su trabajo más conocido de esa época, The Big Shave (1967), recordado por Scorsese no solo como una crítica a la guerra de Vietnam, sino que además, en sus palabras: «Algo más estaba sucediendo en mi interior que en realidad no tenía nada que ver con la guerra. Era simplemente una época muy mala, una época muy mala».
Manoogian, que lo había incentivado a realizar It's Not Just You, Murray!, asistió a Scorsese en la producción de su primer largometraje. Titulado Bring on the Dancing Girls en un principio y luego I Call First, incluyó como protagonista al ex infante de marina y aspirante a actor Harvey Keitel en el rol de un joven católico de origen italiano y más tarde Thelma Schoonmaker se sumó al proyecto como montadora. Su padre, Charles Scorsese, consiguió un préstamo de seis mil dólares para financiar parte del rodaje, a realizarse en película de 35 mm en blanco y negro. Asimismo, el joven director usó el apartamento de sus padres en Elizabeth Street para ambientar escenas de interiores. El proceso de filmación fue intermitente y sufrió un sinfín de modificaciones así como diferentes títulos provisorios. En 1965 se proyectó un primer corte de sesenta y cinco minutos que no logró entusiasmar al auditorio. Más adelante, con la ayuda de Manoogian se lograron reunir 37 000 dólares extra y Scorsese convenció a Keitel para que regresara a filmar. Así, el rodaje se reanudó de manera precaria, contando con la ayuda del equipo de producción para finalizar la película cuando Scorsese se quedó sin recursos económicos. El costo total de la producción se estimó en 75 000 dólares. La cinta llegó a estrenarse en el Festival Internacional de Cine de Chicago de 1967; las proyecciones del primer corte de la película, de 65 minutos de duración, fueron, en palabras de Scorsese, «un desastre» y el filme fue «universalmente odiado».
Más tarde, filmó un cortometraje para la Agencia de Información de los Estados Unidos, que al considerarlo «tan extraño» lo destruyó antes de que llegase a ser visto, y en 1968 se lo contrató para dirigir el largometraje The Honeymoon Killers con un presupuesto de 150 000 dólares. No obstante, fue despedido transcurrida una semana de rodaje: «El problema con él era que todo le tomaba demasiado tiempo», afirmó Leonard Kastle, el guionista de la película y quien iba a terminar de filmarla. Solo un par de las escenas hechas por Scorsese se incluyeron en el filme. Scorsese admitió que había sido «despedido con muy buena razón» y explicó: «Era un guion de doscientas páginas y yo filmaba todo en escenas máster sin metraje complementario». Simultáneamente, el director continuaba trabajando en la producción de su primer largometraje; para que el productor Joseph Brenner accediera a distribuir la cinta, Scorsese añadió una escena de sexo. Brenner la exhibió en el Carnegie Hall en 1970 con el título Who's That Knocking at My Door, pero solo llegó a un par de salas de cine. No tuvo el éxito económico que Brenner esperaba, especulándose que su fracaso a la hora de atraer a los espectadores se debía a su temática «pasada de moda y confusa» y su restricción a menores de diecisiete años, al ser calificada R por su violencia y la escena de sexo explícita exigida por el productor. Pese a no alcanzar a un público masivo, Who's That Knocking at My Door recibió un premio en el Festival de Sorrento y llamó la atención del crítico Roger Ebert que la calificó como «un gran momento del cine estadounidense» y una «maravillosa evocación de la vida ciudadana estadounidense, anunciando la llegada de un nuevo director importante».
Durante un periodo se ganó la vida trabajando como técnico de iluminación para Albert y David Maysles. Luego, en 1969, empezó a dictar clases de historia, realización y producción de cine y crítica cinematográfica en un curso de pregrado de la Universidad de Nueva York. Su estilo como profesor se caracterizaba por su discurso veloz, enérgico y nervioso que transmitía un fervor por las películas. Por momentos desarrollaba monólogos sobre la historia del cine cargados de reverencia y humor, los cuales a menudo provocaban que estudiantes de otras asignaturas y personal de la universidad entrara a su clase para escucharlo. Su pasión por el cine inspiró a sus alumnos, entre ellos Oliver Stone que recordó: «Poder ir a la NYU por medio de la G.I. Bill enseguida después de Vietnam y de casualidad encontrar un profesor como Scorsese en el primer año de realización de cine, es lo más afortunado que se puede ser». Tras esa experiencia como instructor en la universidad iba a continuar dirigiendo anuncios publicitarios y editando video para la CBS. Durante este periodo, trabajó como asistente de dirección y montador del documental Woodstock (1970) junto a Thelma Schoonmaker y al director Michael Wadleigh.

### Años 1970
En mayo de 1970 formó parte del documental Street Scenes 1970 (1970) como montador y director de una escena. Alrededor de esta época, conoció al actor y cineasta John Cassavetes, que habría de convertirse en su amigo y mentor. Ese año se trasladó a Los Ángeles para acercarse a la industria del cine, donde conoció a Brian De Palma, a través de quien iba a entrar en contacto con dos de sus futuros colaboradores: el actor Robert De Niro y el guionista Paul Schrader. Entretanto, Scorsese asumió las funciones de montador en el filme Medicine Ball Caravan (1971) y Cassavetes lo empleó en Minnie and Moskowitz (1971) como asistente de edición de sonido, lo que le permitió al director principiante ganar quinientos dólares por semana y dormir en el set. En Los Ángeles conoció al productor de cine B Roger Corman, para quien dirigió por encargo Boxcar Bertha (1972). «Filmamos Boxcar Bertha en veinticuatro días con 650 mil dólares, y tuvo ganancias. Yo recibí cinco mil dólares», recordó Scorsese sobre la producción. Posteriormente al estreno de Boxcar Bertha, Cassavetes lo alentó a realizar filmes propios en vez de proyectos ajenos. Ya en esos días, Scorsese tenía la intención de llevar al cine los libros La última tentación de Cristo y The Gangs of New York, proyectos que tardarían en ver la luz. Siguiendo el consejo de Cassavetes, comenzó a rescribir el guion de Mean Streets y una vez finalizado se lo envió a Corman, que le propuso financiar la producción con la condición de que el reparto estuviese conformado íntegramente por actores negros, pero Scorsese rechazó la oferta. Finalmente, fue el productor Jonathan Taplin quien reunió trescientos mil dólares para filmarla.
Elogiada por la crítica de cine Pauline Kael, Mean Streets (1973) significó un avance en la trayectoria profesional de Scorsese. Narrando la vida de dos criminales de poca monta de Little Italy, en Mean Streets el estilo de Scorsese fraguó finalmente: violencia, culpa y redención católica, sitios crudos de Nueva York —aunque gran parte de la cinta se filmó en Los Ángeles—, montaje veloz y una banda sonora que incluía música contemporánea. La tensa atmósfera, estilo documental y dirección de la película recibió influencias de los cineastas Cassavetes y Samuel Fuller. Al año siguiente, tras ver Mean Streets, la actriz Ellen Burstyn escogió a Scorsese para dirigirla en la película Alicia ya no vive aquí (1974). Alicia ya no vive aquí fue el primer trabajo que Scorsese dirigió para un estudio de Hollywood y por primera vez narró la historia desde el punto de vista de una protagonista femenina, una madre soltera que intenta triunfar como cantante. Consciente de sus limitaciones con respecto a la temática del filme, Scorsese analizó la tarea de realizadores con experiencia en cintas femeninas como Michael Curtiz y Curtis Bernhardt, al mismo tiempo que se inspiró en los estilos de Elia Kazan y especialmente en el de Cassavetes para la dirección de actores y desarrollo de los personajes. Su actuación en Alicia ya no vive aquí le valió a Burstyn el Óscar a la mejor actriz. Paralelamente, Scorsese exploró sus raíces étnicas en el documental Italianamerican (1974), sobre sus padres Charles y Catherine Scorsese.
Su siguiente largometraje fue Taxi Driver (1976), una oscura pesadilla urbana acerca de la soledad. El filme lo posicionó como un hábil cineasta, asistido por el estilo visual de su director de fotografía Michael Chapman, que junto a Scorsese se inspiró en una gran cantidad de filmes ambientados en Nueva York y en el cine negro. Taxi Driver marcó el comienzo de una serie de colaboraciones entre Scorsese y el escritor Paul Schrader, cuya inspiración para escribir el guion tuvo origen en una noticia sobre el intento de asesinato al político George Wallace, la literatura de Fiódor Dostoyevski, el filme francés Pickpocket de Robert Bresson y su propia depresión. La cinta estuvo protagonizada por Robert De Niro como el angustiado y psicótico Travis Bickle, acompañado por Jodie Foster en un papel controvertido como una prostituta menor de edad y Harvey Keitel como su proxeneta. El periódico The New Yorker describió la película como «un estudio de dos personajes: Travis contra Nueva York» y afirmó que «ningún otro filme ha representado jamás la indiferencia urbana tan poderosamente». A pesar de ser abucheada por un sector del auditorio durante su estreno en el Festival de Cannes de 1976, Taxi Driver se alzó con la Palma de Oro de ese año e iba a recibir cuatro nominaciones al Óscar, incluyendo a mejor película.
El éxito económico y crítico de Taxi Driver impulsó a Scorsese a producir su primera película de alto presupuesto: el atípico musical New York, New York (1977), descrito por el propio Scorsese como «un experimento». La pareja protagonista estuvo formada por De Niro, en su tercera colaboración con el director, y Liza Minnelli. Ambos daban cuerpo a un dúo —él saxofonista, ella cantante— que a lo largo de varias décadas mantenían una relación amorosa mientras trabajaban juntos en diversos espectáculos musicales. Se filmó enteramente en Hollywood: «Podría haber filmado en Roseland. No lo hice porque elegí la idea de un filme llamado New York, New York hecho completamente en Hollywood. Esa era la Nueva York que teníamos en la cabeza de jóvenes», recordó el cineasta. En los años venideros el filme iba a ser recordado debido a la popularidad de una de sus canciones, «New York, New York», versionada por Frank Sinatra. Este tributo musical a la ciudad natal de Scorsese resultó en un rotundo fracaso de taquilla y también entre los críticos de cine, significando una clara decepción para el director, que consideró la posibilidad de trasladarse a Italia para dedicarse a filmar documentales durante el resto de su carrera.
En 1977 dirigió el musical de Broadway The Act, protagonizado por Liza Minnelli, que también fue un fracaso comercial. La decepción de New York, New York arrastró a Scorsese a una depresión y para entonces ya había desarrollado una grave adicción a la cocaína. Pese a lo anterior, el director aún encontró la creatividad suficiente para hacer The Last Waltz (1978), un documental sobre el último concierto de The Band, que tuvo lugar en el Winterland Ballroom de San Francisco en noviembre de 1976 y contó con un extenso repertorio de músicos invitados, entre ellos Bob Dylan, Neil Young, Ringo Starr, Muddy Waters, Joni Mitchell, Van Morrison, Paul Butterfield, Neil Diamond, Ronnie Wood y Eric Clapton. Con Scorsese trabajando en varios proyectos simultáneamente, el estreno del documental se postergó hacia 1978. El Chicago Tribune escribió en una reseña que The Last Waltz era «el mejor documental de rock de todos los tiempos» y otros medios sostuvieron opiniones similares. Ese mismo año, se exhibió otro documental dirigido por Scorsese, titulado American Boy: A Profile of Steven Prince, acerca del vendedor de armas de Taxi Driver. Después de vivir en Los Ángeles por una década, Scorsese se trasladó de vuelta a Nueva York.

### Años 1980
Luego de un periodo de depresión, mal uso de medicamentos y abuso de cocaína, en 1978 Scorsese ingresó a un hospital de Nueva York con una hemorragia interna que casi acaba con su vida. Durante diez días de internación, el director se replanteó su vida, al mismo tiempo que recibía visitas de amigos, entre ellos Robert De Niro. En ese momento, De Niro y el músico Robbie Robertson lo convencieron de realizar el que iba a ser su próximo largometraje, Toro salvaje (1980). El guion fue escrito por Paul Schrader adaptando las memorias escritas por el boxeador Jake LaMotta y, tras salir del hospital, Scorsese se trasladó con De Niro a la isla de San Martín para reescribirlo durante dos semanas y media. Hacia septiembre de 1979 se dio comienzo al rodaje. Contemplando la posibilidad de que este fuese su último largometraje, Scorsese volcó todas sus energías en este proyecto, refiriéndose a él como «un método kamikaze de realización» y añadió: «puse en él todo lo que sabía, y si se iba a hundir, se iba a hundir, y no me importaba». Scorsese decidió rodar en blanco y negro, en cierta medida para hacer al filme más realista y ambientar más apropiadamente la época y el contexto, pero así también perdió gran potencial comercial. El filme se destacó por su estilo visual, especialmente en las escenas de boxeo, donde Scorsese empleó en gran medida la cámara lenta y técnicas de distorsión de la imagen, creando estilos diferentes para cada pelea. El resultado estuvo a la par de filmes como Mean Streets y Taxi Driver con respecto a la temática: inseguridad, violencia, culpa y redención.
Toro salvaje resultó ser un éxito rotundo entre los críticos de cine y logró ocho candidaturas a los Premios Óscar, incluyendo mejor película, mejor actor para De Niro por su interpretación de LaMotta, mejor actor de reparto para Joe Pesci como su hermano y representante y la primera nominación a mejor director para Scorsese. De Niro y la montadora Thelma Schoonmaker se llevaron el premio, pero la estatuilla a mejor director fue para Robert Redford por Ordinary People. Posteriormente, Toro salvaje iba a continuar recibiendo reconocimientos, llegando al primer puesto en la lista de las diez mejores películas de deporte del American Film Institute y al número veinticuatro de la lista de las mejores cien películas según la misma organización, escalando más tarde al número cuatro en la versión actualizada del mismo ranking. Refiriéndose al resultado de los Óscar, Scorsese declaró: «Cuando perdí por Toro salvaje fue cuando me di cuenta de cual iba a ser mi lugar en el sistema si llegaba a sobrevivir: del lado de afuera mirando hacia adentro». Asimismo, el filme no tuvo los resultados esperados en la taquilla, lo que preocupó al director con respecto a su carrera, cuestionándose acerca de si los productores de los estudios accederían a financiar sus futuros proyectos.
Tras el estreno de su drama sobre Jake LaMotta, Scorsese quería realizar la adaptación de La última tentación de Cristo con De Niro interpretando a Jesús, sin embargo, el proyecto no avanzó debido al desinterés del actor y la falta de apoyo financiero. Siguiendo la sugerencia de De Niro, Scorsese filmó la comedia negra El rey de la comedia (1983), una sátira sobre el mundo de los medios de comunicación y la celebridad, cuyo personaje principal es un solitario y afligido aspirante a comediante que irónicamente se vuelve famoso gracias a un crimen. Al igual que con Toro salvaje, De Niro convenció a Scorsese de filmar El rey de la comedia mientras el segundo se encontraba en el hospital por agotamiento y neumonía. Aunque influyó en la elección de Jerry Lewis para uno de los papeles y ayudó a pulir el guion, Scorsese, aún recuperándose, no estaba motivado y sentía que el proyecto pertenecía más a De Niro que a él. El rodaje y la posproducción fueron procesos difíciles para el director, que iba a declarar que «no debería haber hecho» esa película y que en su lugar debería haber esperado por un proyecto propio. El rey de la comedia se proyectó en el Festival de Cannes de 1983 y resultó elegida por parte de la crítica; la revista Time Out la definió como «la película más siniestra del año en todo sentido, y una de las mejores» y Roger Ebert del Chicago Sun-Times comentó que era «una de las películas más áridas, dolorosas y heridas» que había visto. El aprecio por la película se iba a incrementar con el paso de los años. Habiéndose realizado con un presupuesto de diecinueve millones de dólares, la cinta fue un fracaso de taquilla, recaudando solamente 1,2 millones en Estados Unidos y siendo retirada de las salas de cine tras cuatro semanas.
Cuando Scorsese estaba pronto para comenzar su tan esperada adaptación de La última tentación de Cristo, el estudio Paramount Pictures abandonó el proyecto a una semana de comenzar el rodaje, lo que le significó una gran decepción y por este motivo empezó a fijarse en proyectos menores y de productoras independientes. A continuación dirigió la comedia After Hours (1985), acerca de la vida de un solitario que odia su empleo y su vida privada envuelto en una aventura kafkiana durante una noche en Manhattan. Scorsese se refirió a la película como «una reacción en contra de mi año y medio en Hollywood tratando de hacer La última tentación de Cristo» y como una manera de redescubrir como filmar más rápido y con la menor cantidad de dinero. Varios autores notaron la influencia de Kafka y de la adaptación El proceso de Orson Welles en After Hours. La película obtuvo un más que digno resultado en taquilla y le reportó a Scorsese el premio del Festival de Cannes al mejor director. El resultado favorable de After Hours le permitió dirigir una película mainstream y al año siguiente, en 1986, estrenó El color del dinero, protagonizada por Paul Newman, Tom Cruise y Mary Elizabeth Mastrantonio. La película es una secuela de The Hustler de Robert Rossen, en la que Newman ya había interpretado al jugador de billar Eddie Felson. En esta oportunidad se trató de un homenaje en color, y a la vez, segunda parte del filme, con un ya maduro Felson redimiéndose de su pasado. En aquella época, la película fue considerada la obra más convencional del director, Newman ganó su primer Óscar y el éxito comercial del filme ayudó a que los financistas volvieran a confiar en Scorsese.

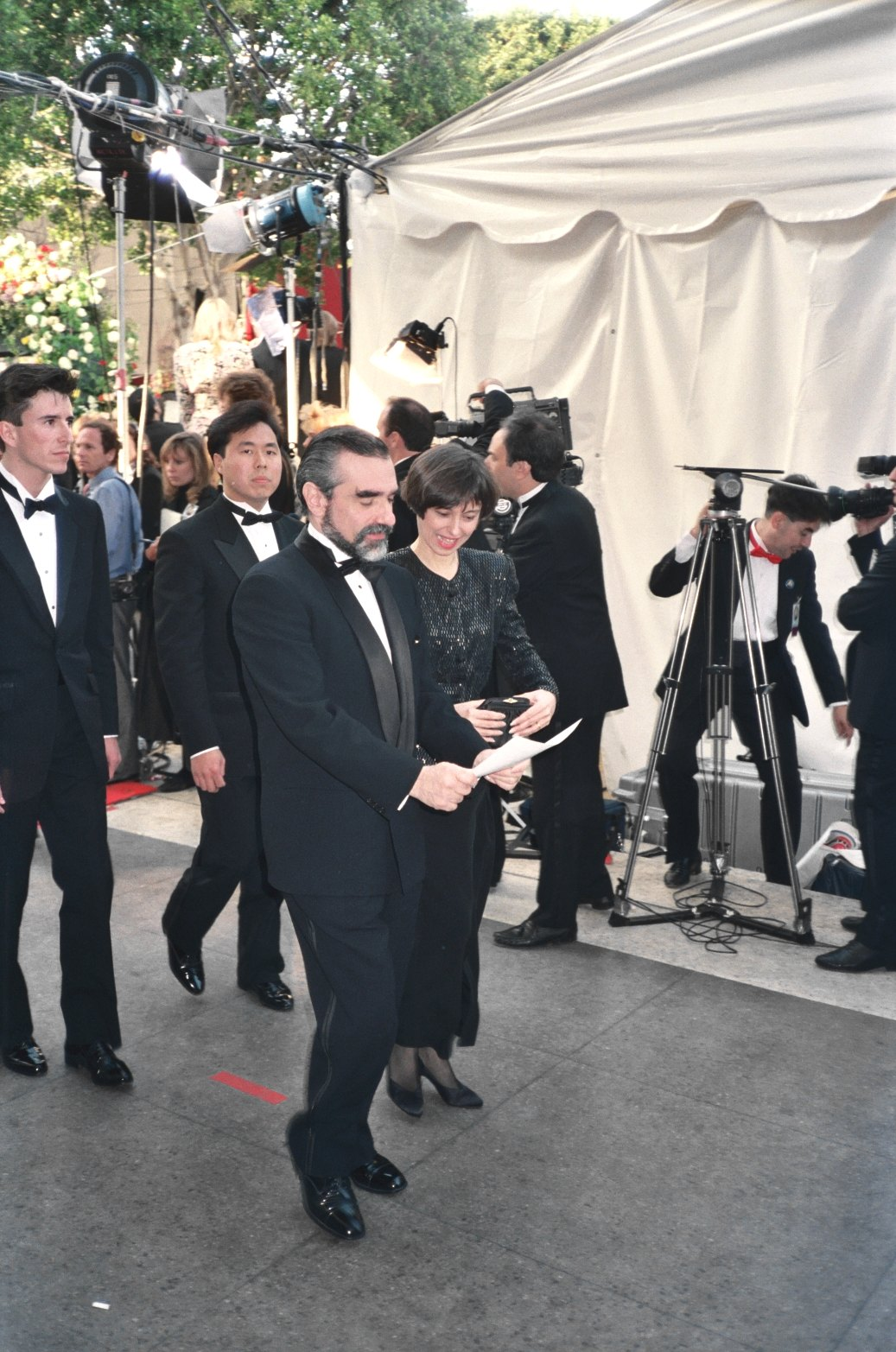
Scorsese en los Premios Óscar en 1990.

La carrera de Scorsese se vio afectada positivamente cuando en 1987 pasó a ser cliente del representante Michael Ovitz, catalogado como el hombre más poderoso de Hollywood. Finalmente pudo filmar y estrenar en 1988 La última tentación de Cristo, adaptación de la novela homónima de Nikos Kazantzakis. El crítico y guionista Jay Cocks trabajó junto a Scorsese revisando el guion escrito por Paul Schrader. En esta ocasión, la producción estuvo a cargo de Universal Pictures y Scorsese contó con un presupuesto de casi siete millones de dólares para rodar 62 días en Marruecos, con Willem Dafoe reemplazando a Aidan Quinn en el papel de Jesús. El estreno de La última tentación de Cristo desató controversias, especialmente debido al tratamiento de la sexualidad de Jesús, y produjo protestas en todo el mundo, llegando en ciertos países a su prohibición. En algunos casos las protestas tuvieron efectos contrarios, ayudando a publicitar la película y produciendo expectación en el público. Aunque el filme tuvo una respuesta tibia por parte de la crítica cinematográfica, logró recuperar los costos de producción, siendo un éxito en la taquilla de Los Ángeles. Por este filme, Scorsese recibió su segunda nominación al Óscar como mejor director.
A finales de 1986 Woody Allen contactó a Francis Ford Coppola y Scorsese para rodar el filme colectivo Historias de Nueva York (1989), para el cual cada uno de ellos dirigió un mediometraje. El primero de ellos es precisamente el de Scorsese, Life Lessons, sobre la relación amorosa entre dos pintores (Nick Nolte y Rosanna Arquette), uno de ellos más talentoso que el otro. Life Lessons fue una semiadaptación de la novela El jugador de Fiódor Dostoyevski y el guion fue escrito por Richard Price, el mismo guionista que escribió El color del dinero.
 El de Scorsese fue señalado por algunos críticos como el mejor segmento de la película.

### Años 1990
Después de una década de resultados desparejos, la épica de gánsteres de Scorsese Goodfellas (1990) fue considerada el regreso a su mejor nivel como director. Basada en el libro Wiseguy de Nicholas Pileggi, con Goodfellas regresó al género para narrar la historia semificticia del exgángster Henry Hill, interpretado por Ray Liotta, abarcando tres décadas en la vida de un trío de criminales (Liotta, Joe Pesci y Robert De Niro) que trabajan para una familia mafiosa. Las capacidades técnicas de Scorsese y el desempeño de los actores restablecieron, aumentaron y consolidaron su reputación como cineasta. Luego del estreno, el crítico Roger Ebert llamó a Goodfellas «la mejor película de gánsteres de todos los tiempos» y la introdujo en su lista de las mejores películas del año 1990. También formó parte de los primeros puestos de las listas de Gene Siskel y Peter Travers, y es considerada uno de los mejores logros del director. El filme recibió seis candidaturas a los Premios Óscar, entre ellas mejor película y la tercera nominación a mejor director para Scorsese, aunque el debutante Kevin Costner se llevó la estatuilla. Pesci se alzó con la estatuilla al mejor actor de reparto por su actuación. Además, Scorsese y la película obtuvieron un sinfín de reconocimientos adicionales, entre ellos cinco Premios BAFTA y un León de Plata a la mejor dirección. Casi dos décadas más tarde, el American Film Institute la colocó en el segundo lugar de la lista de las diez mejores películas de gánsteres, solo detrás de El padrino.
Su trayectoria prosiguió con el lanzamiento en 1990 del documental corto Made in Milan sobre el diseñador de moda Giorgio Armani. Al año siguiente estrenó su séptima colaboración con Robert De Niro, el remake de la película de 1962 del mismo nombre Cape Fear, un thriller influenciado por Alfred Hitchcock y La noche del cazador (1955) de Charles Laughton. Incursionando una vez más en el cine mainstream, Scorsese quería dirigir un proyecto más hollywoodense y así evitar polémicas como las provocadas anteriormente por La última tentación de Cristo y Goodfellas. A pesar de ello, al director no le gustó en absoluto el guion escrito por Wesley Strick y fue De Niro quien una vez más lo convenció de que el material podría tener valor. Tras recibir la autorización para reescribir el guion, Scorsese cambió el enfoque original, despojándolo de ciertos convencionalismos e ideas que consideraba «predigeridas». Así, su aporte consistió en incorporar elementos religiosos, evidentes homenajes a Hitchcock y modificar los personajes estereotipados, añadiendo características como la falta de ética profesional, el conflicto intrafamiliar o la tensión sexual. Si bien Cape Fear fue criticada por sus escenas de violencia misógina, su escabrosa temática le dio a Scorsese la oportunidad de experimentar con trucos y efectos visuales. El filme obtuvo dos nominaciones al Óscar y resultó el mayor éxito económico de su realizador hasta aquel momento, recaudando ochenta millones de dólares solamente en Estados Unidos.

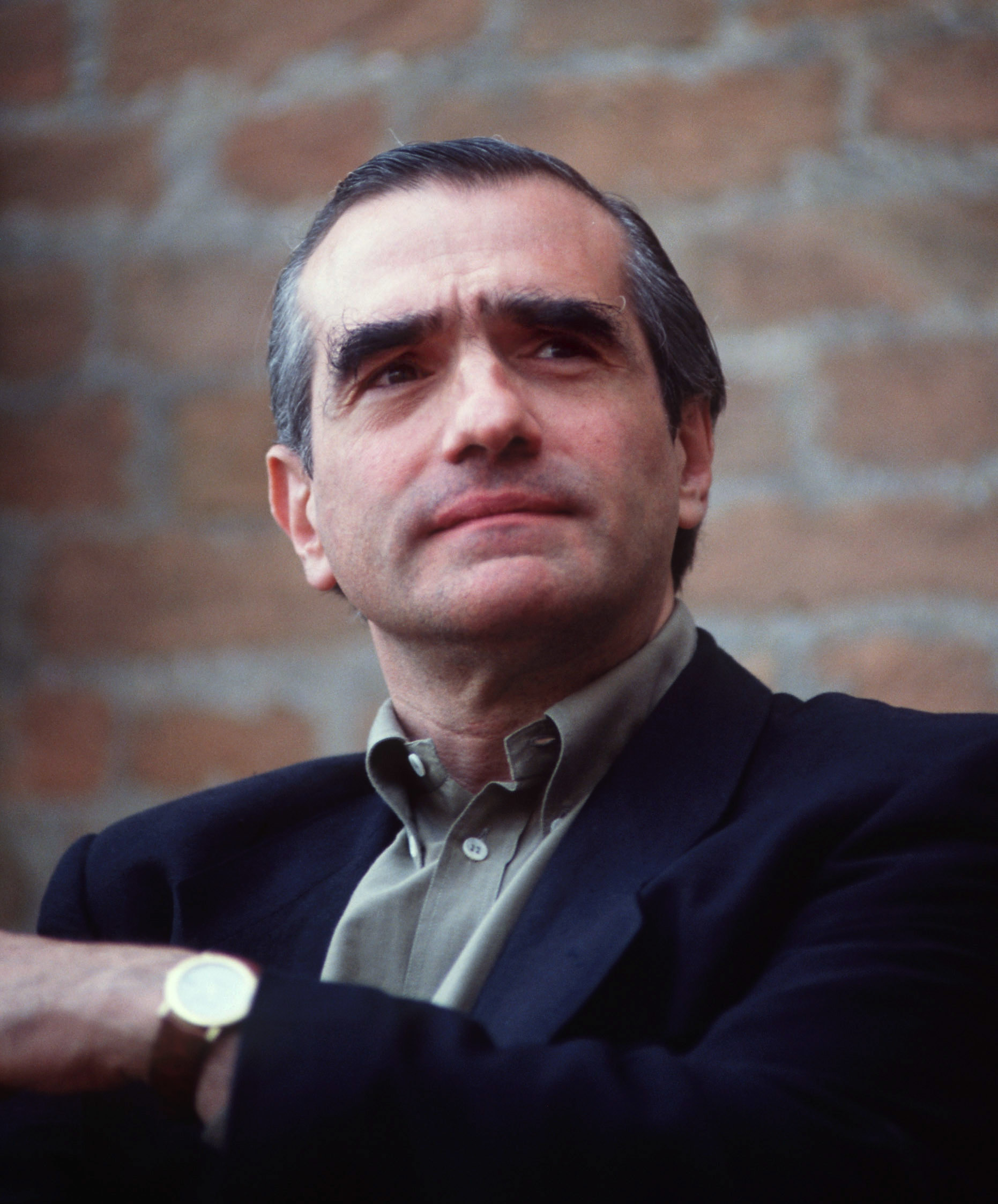
Scorsese en el Festival de Venecia en 1995.

Durante este periodo realizó algunos cameos como actor, interpretando a Vincent van Gogh en Los Sueños de Akira Kurosawa (1990) del director japonés Akira Kurosawa y a un ejecutivo de una cadena televisiva en Quiz Show: El dilema (1994) de Robert Redford, un personaje recordado por la frase: «El público no sintonizaba para ver increíbles muestras de habilidad intelectual. Solo querían ver el dinero», refiriéndose al programa de concursos. También fundó la productora De Fina-Cappa junto a Barbara De Fina. Su rol como productor de cine se incrementó a principios de la década, produciendo variados filmes, abarcando producciones de Hollywood (Mad Dog and Glory, Clockers), cintas independientes de bajo presupuesto (The Grifters, Naked in New York, Grace of My Heart, Search and Destroy, Hi-Lo Country) e incluso filmes extranjeros (Con los ojos cerrados).
La edad de la inocencia (1993), una adaptación de la novela de época de Edith Wharton acerca de la restrictiva alta sociedad de Nueva York a finales del siglo XIX, fue un cambio significativo en la carrera de Scorsese. Con una trama que narra un romance fallido, la película desafió al público habitual de Scorsese, quien quería que su película fuese una experiencia tan rica emotivamente como el libro lo había sido para él. Para lograrlo, recurrió al uso de la voz en off y buscó inspiración en filmes como Senso, El gatopardo y The Magnificent Ambersons de Orson Welles. La edad de la inocencia se alejó de los clásicos trabajos del director, pasando de la Nueva York proletaria y criminal a la alta sociedad aristócrata; no obstante, algunos autores notaron paralelismos entre esta cinta y anteriores producciones de Scorsese —como Goodfellas— como el uso de la narración retrospectiva, protagonistas derrotados por los contextos sociales en los cuales se encuentran y la recreación de rituales, códigos y costumbres sociales inquebrantables. Si bien al momento de su estreno recibió elogios desde gran parte de la crítica, fue un fracaso de taquilla, significando aparentemente una pérdida económica. El filme obtuvo cinco nominaciones a los Premios Óscar —incluyendo mejor guion adaptado para Scorsese—, ganando el premio al mejor vestuario. Esta fue su primera colaboración con Daniel Day-Lewis, a quien iba a dirigir nuevamente en Gangs of New York.
Casino (1995), al igual que La edad de la inocencia, está protagonizada por un hombre cuya ordenada vida se ve trastocada por la llegada de factores impredecibles. La trama fue desarrollada por Nicholas Pileggi a partir de un artículo del Las Vegas Sun de 1980 que incluía al apostador, director de casinos y socio de la delincuencia organizada Frank Rosenthal. Después de que Scorsese mostró interés en el proyecto —quería volver al género de gánsteres y ahondar en él—, Pileggi comenzó a escribir un libro y un guion simultáneamente. Una vez estrenada, Casino recibió elogios por el trabajo de dirección y las actuaciones, pero varios críticos señalaron que su duración era excesiva, que incluía muchos personajes antipáticos y algunos la calificaron como una secuela de Goodfellas. Se comparó con Goodfellas por el uso de la voz en off en la narración, montaje, atmósfera, temática, excesiva violencia y la presencia en el reparto de Robert De Niro y Joe Pesci interpretando a un desenfrenado criminal. Casino recaudó unos 42 millones de dólares en la taquilla estadounidense y Sharon Stone recibió una candidatura al Óscar como mejor actriz. A pesar del modesto éxito de Casino, Scorsese iba a declarar sobre Universal Pictures: «Querían hacer más dinero. Así que ese fue el final de ese tipo de película para mí». En las siguientes dos décadas el director iba a evitar en gran medida las tramas criminales.
Si La edad de la inocencia había alejado y confundido aparte del público, Kundun (1997) fue más allá, ofreciendo una historia acerca de los primeros años del decimocuarto dalái lama Tenzin Gyatso, la invasión del Tíbet feudal por parte la China comunista y el posterior exilio del dalái lama en India. Además de ofrecer un cambio de temática, Kundun presentó una narrativa y estética diferente. Los tradicionales recursos dramáticos fueron sustituidos por un elaborado tableau vivant de imágenes coloridas transmitiendo un ambiente hipnótico. Cabe agregar que el filme suscitó agitación y esta creó presión sobre la distribuidora, Buena Vista Pictures, que planeaba comercializarla en el mercado chino. Aunque inicialmente desafiante frente al gobierno chino, la distribuidora desde entonces se distanció del proyecto, perjudicando sus ganancias económicas. El ejecutivo Michael Eisner llegó a declarar que el filme había sido «una estúpida equivocación», agregando que «fue una forma de insulto hacia nuestros amigos, pero a excepción de los periodistas, poca gente en el mundo la vio». A pesar de no contar con actores occidentales y ser ignorada por gran parte de los medios de comunicación dominantes, Kundun recibió cuatro nominaciones al Óscar. Esta fue la segunda producción de Scorsese basada en la figura de un líder religioso tras La última tentación de Cristo.
Regresando a un territorio conocido, en Bringing Out the Dead (1999) Scorsese volvió a colaborar con el guionista Paul Schrader para adaptar una novela de Joe Connelly. Bringing Out the Dead estuvo protagonizada por Nicolas Cage como un paramédico noctámbulo bajo la presión de atender heridos por las noches en Hell's Kitchen, perseguido por recuerdos de personas que no pudo salvar. Elementos de filme como su trama y su personaje principal fueron comparados con Taxi Driver, mientras que el rol del protagonista como salvador y su lucha por evitar las tentaciones se comparó con La última tentación de Cristo. Las escenas finales de redención espiritual recordaron explícitamente las películas de Robert Bresson y la ambientación nocturna se asemejó a la de After Hours. En opinión de Scorsese el filme no recibió apoyo por parte de los estudios y «desapareció» tras su estreno en los cines. Con un presupuesto de 55 millones de dólares, Bringing Out the Dead terminó recaudando diecisiete —incluyendo Norteamérica y el resto del mundo— y a pesar de recibir críticas favorables, la cinta iba a pasar desapercibida, siendo el único trabajo del director de la década de 1990 que no fue considerado para los Premios Óscar.

### Años 2000

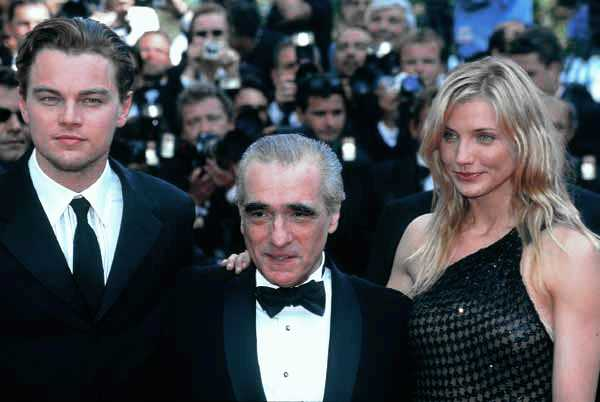
Scorsese junto con Leonardo DiCaprio y Cameron Diaz en el Festival de Cannes de 2002.

En 2002 estrenó uno de sus proyectos más ansiados y personales, Gangs of New York, basado en el libro The Gangs of New York de Herbert Asbury. Scorsese leyó el libro en 1970 y cinco años después comenzó a trabajar en el guion. Trabajó más seriamente en Gangs of New York con el diseñador de producción Dante Ferretti cuando se encontraba filmando La edad de la inocencia (1993); ambos proyectos, además, estuvieron guionados por Jay Cocks y ambientados en la Nueva York del siglo XIX, aunque centrándose en extremos opuestos de la sociedad. La historia adaptada por el director está mayoritariamente ambientada en la Nueva York de 1862 y narra el enfrentamiento entre pandillas de inmigrantes irlandeses y nativistas que se oponen a la inmigración poco antes de las Draft Riots. La trama incorpora temáticas coherentes con anteriores preocupaciones del director: su ciudad de origen, violencia y divisiones subculturales a partir de diferencias étnicas.
Gangs of New York se filmó en el famoso estudio de cine Cinecittà de Roma con presupuesto aproximado de cien millones de dólares, convirtiéndose en el proyecto más costoso de Scorsese hasta ese momento. La producción fue altamente problemática y varios rumores dejaron entrever un conflicto entre el director y el jefe de Miramax, Harvey Weinstein. Mientras que Scorsese quería mantener su visión artística, Weinstein quería que el filme conformara los estándares comerciales. «He sido un chico malo en el cine, pero fui bueno con Marty», aseguró el productor, pero Scorsese iba a revelar que las imposiciones de Weinstein habían sido «muy duras». El filme introdujo recursos anteriormente evitados por el director como personajes presentes con fines meramente expositivos y escenas retrospectivas. El final cut de Gangs of New York llegó a 168 minutos, mientras que la versión original del director excedía los 180 minutos de duración. Concluida la filmación, el estreno se postergó hasta diciembre de 2001 debido a que Scorsese continuaba trabajando en el montaje para acortar la duración y Weinstein consideraba que la violencia de la película no era conveniente a tan poco tiempo de los atentados del 11 de septiembre; finalmente iba a llegar a los cines en diciembre del año siguiente. El director manifestó que no iba a poder volver a trabajar «si tuviera que hacer películas de esa manera una vez más». Gangs of New York le valió su primer Globo de Oro al mejor director y más tarde la película obtuvo diez nominaciones al Óscar, incluyendo mejor película, mejor director y mejor actor para Daniel Day-Lewis. Significó el comienzo de su asociación con Leonardo DiCaprio.
Asimismo, produjo la serie documental The Blues, que constó de siete partes acerca de la historia de la música blues dirigidas por cineastas como Wim Wenders, Clint Eastwood, Mike Figgis y él mismo. A principios de los años 2000 produjo una variedad filmes de realizadores emergentes, entre los cuales se incluyen Puedes contar conmigo de Kenneth Lonergan, Lymelife de Derick y Steven Martini y The Young Victoria de Jean-Marc Vallée. Durante la misma época fundó Sikelia Productions. El siguiente largometraje de Scorsese fue El aviador, película biográfica acerca del excéntrico multimillonario, magnate del cine y pionero de la aviación Howard Hughes, llevado a la pantalla por Leonardo DiCaprio. Además de contar con una estrella como protagonista, para la realización de El aviador el director abandonó su abordaje personal para pasar a un estilo comercial, aplicando técnicas de imagen generada por computadora para algunas secuencias. El filme se proyectó a finales de 2004 y su éxito de taquilla estuvo acompañado por candidaturas a múltiples galardones: recibió seis nominaciones al Globo de Oro —de las cuales ganó tres— y fue la película más nominada en la entrega 77.º de los Premios Óscar con once candidaturas, incluyendo mejor película y la quinta nominación a mejor director para Scorsese. Otra vez, salió con las manos vacías al ver a Clint Eastwood llevarse el Óscar al mejor director y a mejor película por Million Dollar Baby. Su enfrentamiento con los ejecutivos de Warner Bros. y Miramax en relación con la duración de la cinta —una disputa recurrente— durante las últimas dos semanas de montaje, casi provocó el retiro de Scorsese, que sentía que «ya no hablaba el mismo idioma» que los productores. Como resultado, se le negó parte del financiamiento acordado y el director terminó invirtiendo quinientos mil dólares de su propio capital.

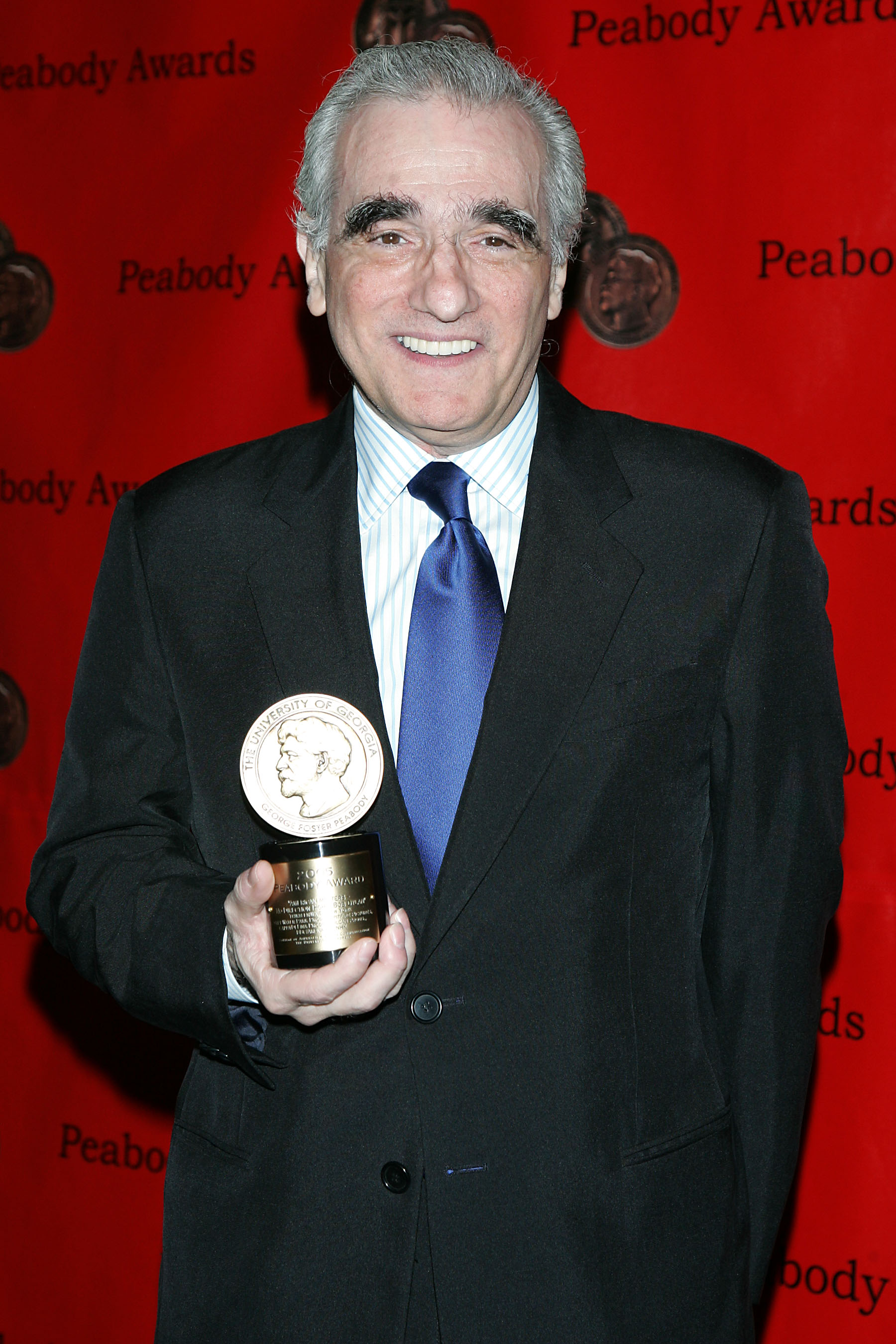
Scorsese en los Premios Peabody en 2006.

Su documental No Direction Home narra la vida de Bob Dylan y su impacto en la música popular estadounidense y la cultura del siglo XX. El filme no abarca toda la carrera de Dylan; se centra en sus comienzos, su salto a la fama en los años 1960, la controversia eléctrica que produjo al pasar de tocar acústicamente a comenzar a usar la guitarra eléctrica y su retiro de los escenarios en 1966 tras un accidente. No Direction Home se estrenó en la televisión estadounidense y británica en septiembre de 2005 y el mismo mes se editó una versión en DVD. El filme ganó el Premio Peabody y Scorsese el Premio Grammy al mejor video musical de formato largo.
Regresó al género de gánsteres con el thriller policíaco The Departed (2006), basado en Infernal Affairs y en cierta medida en la historia del gánster Whitey Bulger. En esta cinta se reunió nuevamente con Leonardo DiCaprio y dirigió por primera vez a Jack Nicholson, Matt Damon, Mark Wahlberg y Martin Sheen. Ambientada en Boston, la trama tiene como protagonistas a Colin Sullivan (Damon), trabajando como infiltrado en la policía de Massachusetts para el jefe de la mafia local «Frank» Costello (Nicholson), y paralelamente a «Billy» Costigan, como agente encubierto de la policía dentro de la organización de Costello. The Departed se transformó en la película más taquillera de Scorsese hasta aquel momento, con una recaudación local de 132 millones de dólares, y fue recibida con elogios por parte de los críticos; mientras que algunos la categorizaron como el mejor logro del director desde Goodfellas, otros la colocaron al mismo nivel que clásicos de Scorsese como Taxi Driver y Toro salvaje. En febrero de 2007 se le entregó el Óscar al mejor director, consiguiendo finalmente la estatuilla a la que había estado nominado en repetidas ocasiones y nunca había ganado. Además, cabe destacar que la película resultó ganadora de los Óscar a mejor película, mejor guion adaptado y mejor montaje para Thelma Schoonmaker, su tercer Óscar conseguido gracias a su trabajo en una cinta de Scorsese. No obstante, la producción no estuvo exenta de desacuerdos entre Scorsese y Warner Bros. con respecto a determinados aspectos del filme como la violencia y el lenguaje vulgar. El director se iba a referir a las limitantes del sistema: 

La pregunta es cuan personal puedo hacer un filme en el sistema de Hollywood de hoy, y esto es lo más cerca que puedo llegar. Ya no sé si hay lugar para mí y el tipo de película que me gustaría hacer. Tendría que hacerlas de forma independiente porque me gusta asumir riesgos, ¿y cómo puedes hacer eso cuando una película cuesta doscientos millones? Hay un montón de dinero de por medio y tienes una responsabilidad con el estudio.

A finales de 2007, rodó un anuncio publicitario para la firma productora de vinos Freixenet, titulado The Key to Reserva, en el que realizó un homenaje al cine de Alfred Hitchcock. Posteriormente estrenó el documental Shine a Light, un concierto de la banda de rock and roll The Rolling Stones en el Beacon Theatre de la ciudad de Nueva York entre octubre y noviembre de 2006, intercalado con fragmentos de noticias y viejas entrevistas a la banda. Se proyectó en la apertura del Festival Internacional de Cine de Berlín en febrero de 2008 y su éxito comercial lo llevó a ser uno de los documentales más taquilleros del año y una de las películas de concierto más taquilleras de todos los tiempos.

### Años 2010
A continuación, Scorsese tenía planeado realizar El lobo de Wall Street, sin embargo, tras cinco meses de espera, Warner Bros. no accedió a financiar el proyecto. En octubre de 2007 se anunció que Scorsese se iba a reunir con Leonardo DiCaprio para una cuarta película y hacia marzo de 2008 comenzó la filmación en Massachusetts. El nuevo largometraje se tituló Shutter Island, basado en la novela del mismo nombre escrita por Dennis Lehane y adaptado por la guionista Laeta Kalogridis. Ambientada en los años 1950, un oficial de policía (DiCaprio) y su compañero (Mark Ruffalo) deben investigar la confusa desaparición de un interno en un hospital psiquiátrico ubicado en una isla. Shutter Island fue catalogada dentro de los géneros histórico, thriller psicológico, neo-noir y terror y homenajeó al cine de Alfred Hitchcock. El propio Scorsese reconoció la influencia de Hitchcock y de la cinta The Wrong Man en particular, tomando como referencia además Narciso negro, Laura y cintas de zombies de los años 1940. The New York Times describió Shutter Island como «implacablemente y barrocamente interior» con la «angustiante arquitectura de una prisión de Piranesi». El filme se estrenó en febrero de 2010 y en mayo del mismo año se transformó en el filme más taquillero de Scorsese.
Mientras Scorsese se encontraba en Boston filmando Shutter Island, recibió la visita de Mark Wahlberg que le propuso un nuevo proyecto para la televisión, el primero del director para la pantalla chica desde su contribución en Amazing Stories (1986). El proyecto en cuestión era Boardwalk Empire, una serie dramática de HBO basada en un libro de Nelson Johnson. El guionista Terence Winter creó la serie y Scorsese propuso a Steve Buscemi como protagonista de la misma, ambientada en Atlantic City durante los «felices años veinte» y ley seca en los Estados Unidos. Scorsese dirigió el primer episodio, que tuvo un costo de producción de dieciocho millones de dólares, el episodio piloto más caro de la historia hasta ese entonces. La serie se estrenó en septiembre de 2010 y contó con 4,8 millones de televidentes en su primera transmisión. Aunque en un principio su función detrás de cámaras dividió a los críticos, al año siguiente Scorsese iba a ganar el Primetime Emmy a la mejor dirección. Se mantuvo como productor ejecutivo durante las cinco temporadas que duró Boardwalk Empire.
Posteriormente dirigió el documental de tres horas y media titulado George Harrison: Living in the Material World acerca de la vida y música del miembro de The Beatles George Harrison, estrenado en HBO en dos partes en octubre de 2011. Una vez más, Scorsese desafió al público acostumbrado a sus filmes violentos o religiosos, alejándose de esas temáticas con su siguiente largometraje, Hugo, un drama de aventura en 3D basado en la novela La invención de Hugo Cabret de Brian Selznick. Se trató de la primera película de Scorsese en 3D y se estrenó en Estados Unidos en noviembre de 2011. Con un presupuesto de entre 150 y 170 millones de dólares, la película no logró los resultados de recaudación esperados. El fracaso en la taquilla puedo deberse a que su gran costo de producción —destinado en parte a los efectos visuales en 3D— no estuvo acompañado por la presencia de grandes estrellas entre el reparto y la dificultad para promocionar el filme dentro del mercado del cine familiar. Por otro lado, la película fue bien recibida por la crítica y recibió múltiples candidaturas a diversos galardones: con cinco Premios Óscar —sobre once candidaturas— fue junto a The Artist la cinta más ganadora de esa edición, ganó dos Premios BAFTA y le valió a Scorsese su tercer Globo de Oro al mejor director.
A finales de 2013 estrenó el filme El lobo de Wall Street, basado en la autobiografía del magnate de las finanzas Jordan Belfort. El guion fue escrito por Terence Winter y estuvo protagonizado por Leonardo DiCaprio como Belfort, junto a Jonah Hill, Matthew McConaughey y Kyle Chandler, entre otros. Narra la historia de un corredor de valores de Nueva York involucrado en un gran caso de fraude y la codicia, los excesos y la pérdida de valores que trae aparejado el sueño americano. Scorsese afirmó que «quería hacer un filme feroz» y que la idea surgió a partir de «la frustración por el no regulado mundo financiero». Alejándose de la autobiografía de Belfort y de sus anteriores filmes, Scorsese omitió el origen étnico del protagonista; según el periódico Haaretz el director minimizó la identidad judía de Belfort para evitar la incorrección política. La película se ubicó dentro del género de comedia negra; el crítico de cine James Berardinelli escribió: «Me reí más durante El lobo de Wall Street que durante cualquiera de las comedias ‘puras’ de 2013». El lobo de Wall Street superó a Shutter Island como la película más taquillera del director y fue candidata a cinco Premios Óscar: mejor película, mejor director, mejor actor, mejor actor de reparto y mejor guion adaptado. En una encuesta a críticos de cine llevada a cabo en 2016 por la BBC, el filme se incluyó entre las cien mejores películas del siglo XXI. Además significó la quinta colaboración entre Scorsese y DiCaprio.
En julio de 2014 empezó a dirigir el piloto de la serie de televisión para HBO Vinyl, escrita por Terence Winter y George Mastras y producida por Mick Jagger. La serie, protagonizada por Bobby Cannavale como Richie Finestra, fundador y presidente de una importante compañía discográfica, está ambientada en la Nueva York de los años 1970 cuando el negocio de la música influenciada por las drogas y el sexo estaba en auge, mientras Finestra trata de resucitar su compañía y encontrar el próximo sonido en boga. El primer episodio, dirigido por Scorsese, se estrenó a principios de 2016 y logró atraer 764 000 televidentes, uno de los debuts de HBO más bajos en audiencia. Vinyl, que había sido desarrollada por Scorsese y Jagger durante veinte años —originalmente como un filme—, se canceló tras una temporada, un hecho que el director calificó como «trágico» y comentó que tendría que haber dirigido todos los episodios. Más tarde dirigió The Audition, un cortometraje utilizado para promocionar los casinos Studio City en las Filipinas con Leonardo DiCaprio y Robert De Niro interpretando versiones ficticias de sí mismos, compitiendo por un papel en el próximo filme del director. Fue la primera colaboración de Scorsese y De Niro en dos décadas. El corto se exhibió en octubre de 2015 junto a la apertura de Studio City. Al mismo tiempo, Scorsese fue productor ejecutivo de varios filmes independientes como La tercera orilla (dirigida por Celina Murga), Revenge of the Green Dragons (codirigida por Andrew Lau, cuyo filme Infernal Affairs inspiró The Departed), Bleed for This y Free Fire.
Su siguiente largometraje fue Silencio, un proyecto anticipado durante años por el director —desarrollado desde 1991—, escrito por Jay Cocks y Scorsese y basado en la novela del mismo nombre escrita por Shūsaku Endō, un drama histórico sobre dos jesuitas portugueses —interpretados en la pantalla por Andrew Garfield y Adam Driver— que se enfrentan a la violencia y la persecución cuando viajan a Japón en el siglo XVII d. C. para encontrar a su mentor desaparecido (Liam Neeson) y promover el cristianismo. El filme tuvo su estreno mundial en noviembre de 2016 en el Pontificio Instituto Oriental en Roma y también se proyectó en la Ciudad del Vaticano. El periódico USA Today afirmó que «Martin Scorsese prueba que como cineasta es tan magistral con hombres de Dios como lo es con gánsteres» y otros críticos apreciaron la profundidad de la temática. Pese a las críticas favorables, la película fue ignorada casi por completo durante la temporada de galardones —fue nominada al Óscar a la mejor fotografía— y tuvo resultados negativos en la taquilla, adjudicados por algunos medios a la larga duración del filme, ausencia de premios que la ayudaran a promocionarse, menor distribución en los cines y competencia con otras películas de género dramático.
A principios de 2019 se anunció que el esperado falso documental de Scorsese acerca de la gira de Bob Dylan de 1975, la Rolling Thunder Revue, iba a ser lanzado por Netflix. Fue su segunda incursión en la vida del músico, pero a diferencia del enfoque exclusivamente realista mostrado en No Direction Home, en Rolling Thunder Revue: A Bob Dylan Story by Martin Scorsese se mezclan hecho verídicos de la gira con entrevistas ficticias. De acuerdo con la descripción de la revista Variety, se «captura el problemático espíritu de Estados Unidos en 1975 y la alegre música que Dylan presentó durante el otoño de ese año. En parte documental, en parte concierto, en parte delirio febril, Rolling Thunder es una experiencia única del experto cineasta Martin Scorsese». En abril se anunció que el documental iba a ser estrenado en Netflix con estrenos la noche previa en veinte cines de ciudades estadounidenses, europeas y australianas, y posteriores proyecciones en Los Ángeles y Nueva York para darle la posibilidad al filme de ser considerado para posibles galardones.
Después de años en desarrollo, en 2017, Scorsese comenzó a filmar El irlandés, protagonizada por Robert De Niro, Al Pacino y Joe Pesci. Con un presupuesto estimado de entre 159 y 225 millones de dólares, se transformó en una de las películas más costosas de Scorsese. Debido en parte de su gran costo de producción, ningún estudio se puso de acuerdo para financiar El irlandés y fue Netflix la empresa que financió y distribuyó la película en su plataforma. El filme se estrenó en el Festival de Cine de Nueva York en 2019, posteriormente tuvo un estreno limitado en el cine y en última instancia empezó a transmitirse a través de Netflix. En una entrevista con el crítico de cine Peter Travers, Scorsese señaló: «Cuando me acusaron de poner en peligro la experiencia teatral por hacer este filme en Netflix me pregunté: ‘¿qué es una experiencia teatral?’. Entonces miré las salas de cine y la mayoría estaban proyectando películas de superhéroes, y dije: ‘¿Qué más hay? ¿Todavía nos quedan cines para proyectar una película?’». El filme tuvo una respuesta mayoritariamente positiva de parte de los críticos y recibió candidaturas a varios galardones, incluyendo el Óscar a la mejor película y mejor director para Scorsese.

### Años 2020
Hacia fines de 2019, Leonardo DiCaprio y Robert De Niro se unieron al próximo largometraje de Scorsese, Los asesinos de la luna, una adaptación del libro homónimo de David Grann, el cual relata los asesinatos en una acaudalada comunidad de indígenas osage en Oklahoma durante la década de 1920, después de que se descubre un yacimiento petrolífero en su territorio. En un principio, Paramount Pictures había acordado financiar la producción, aunque expresando dudas con respecto al presupuesto, ante la insistencia del director y los actores de realizar un wéstern a gran escala. Las varias rescrituras que sufrió el guion original a manos de Scorsese y DiCaprio, transformando la historia —como expresó Paramount— en un «estudio malhumorado y menos comercial sobre los personajes», fue el factor que llevó a la compañía a permitir que Scorsese buscase financistas adicionales. Así, tras una puja entre estudios, se determinó que Apple TV+ se iba a encargar de la mayor parte del costo del proyecto, mientras que Paramount iba a permanecer como distribuidora. El presupuesto empleado para su producción fue de doscientos millones de dólares. La filmación comenzó en abril de 2021 y concluyó en octubre de ese año; a mediados del año siguiente se volvieron a rodar algunas escenas. La actriz Lily Gladstone declaró en una entrevista que el trabajo de la Nación Osage como consultora cambió «casi por completo» la película que Scorsese había imaginado originalmente.
Los asesinos de la luna se estrenó en Cannes en mayo de 2023 y llegó a los cines estadounidenses en octubre. La película recibió comentarios en su mayoría favorables, aunque se puso en cuestión la duración —206 minutos—, y tanto cines locales como internacionales se vieron en la necesidad de añadir intermedios forzosamente. Por su parte, Scorsese defendió la duración del filme. Algunos críticos afirmaron que Los asesinos de la luna se trataba de una «obra maestra», lo que contrastó con la opinión de Armond White, quien sostuvo que el filme tiene «la idea woke de que los hombres blancos de Estados Unidos están espiritualmente enfermos» y que Scorsese «se vuelve superficial» y «sucumbe a la ideología progresista que vende el politizado Hollywood». La película obtuvo respuestas variadas del público nativoestadounidense. El rendimiento en la taquilla no fue el esperado, con una caída en las recaudaciones del 61 % en su segundo fin de semana en cartel. Por su dirección, Scorsese obtuvo su décima candidatura al Óscar.

## Otros trabajos

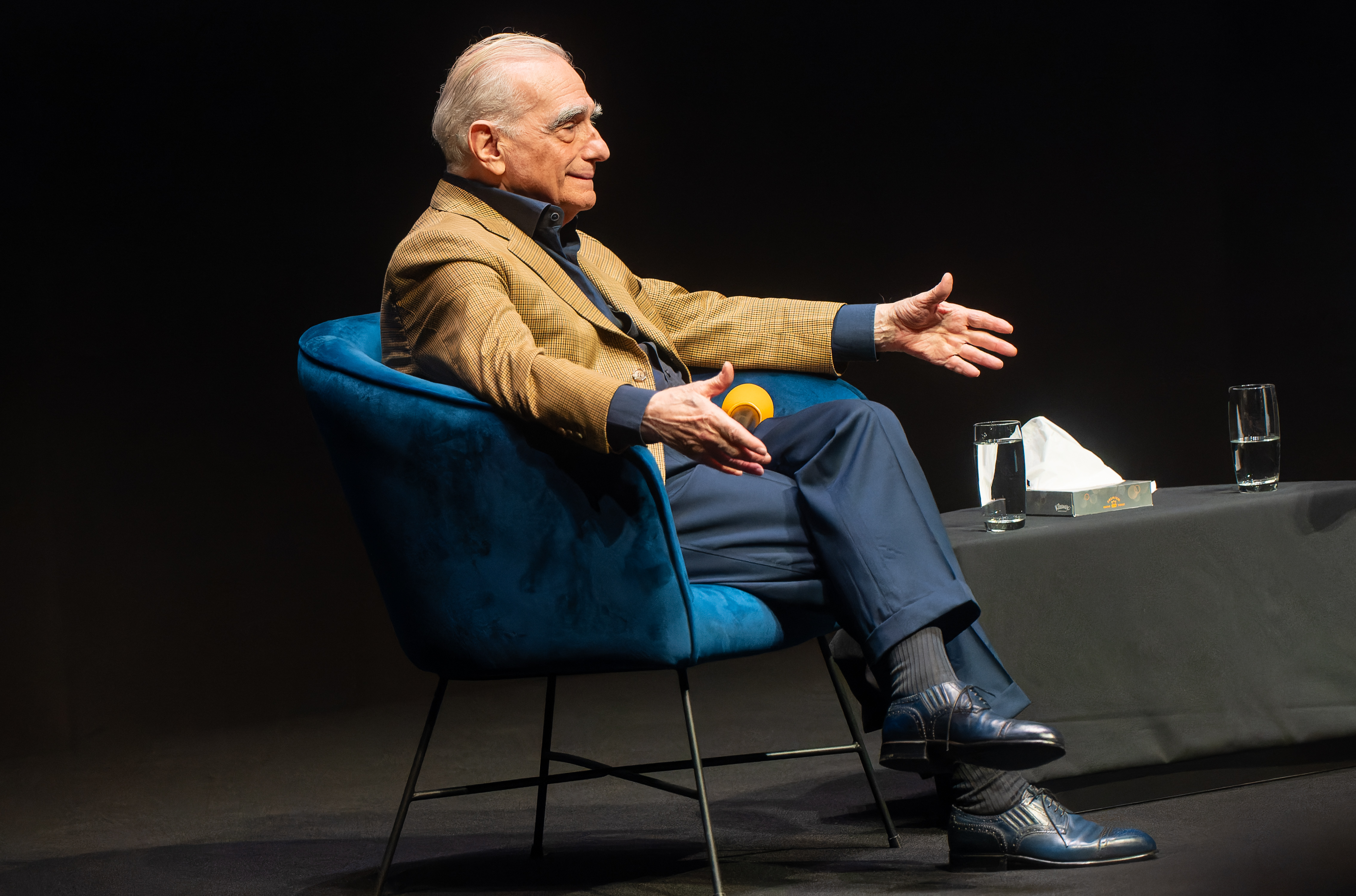
Scorsese en el Royal Festival Hall en 2023.

### Preservación de películas
Su pasión por la historia del cine y la preservación de películas lo llevó a fundar The Film Foundation en 1990, una organización sin fines de lucro con la finalidad de restaurar, preservar y difundir filmes históricos. La fundación ha restaurado más de ochocientos filmes de todo el mundo y organiza un programa gratuito de lenguaje e historia del cine. Por sus contribuciones a la preservación de películas, Scorsese obtuvo el Premio Robert Osborne en el Festival de Cine de TCM. En 2007 estableció la World Cinema Foundation, una organización con los mismos objetivos que la anterior, pero a nivel global.

### Proyectos incompletos
A mediados de la década de 1980, Al Pacino le propuso a Scorsese llevar a la pantalla grande una película biográfica sobre el pintor Amedeo Modigliani. Al director le gustó el guion de Pacino —quien iba a interpretar a Modigliani— y ambos intentaron conseguir financiación de parte de algunos estudios de cine, pero la idea fue siempre rechazada. Durante esa época, tras varios fracasos en la taquilla, Scorsese ya no tenía influencia y los estudios consideraban que no era «financieramente fiable». Otros de los proyectos considerados por Scorsese fueron una remake de Scarface con Robert De Niro; Dino, una biopic de Dean Martin escrita por Nicholas Pileggi; una adaptación de la novela El revés de la trama de Graham Greene; Little Shop of Horrors y Clockers.
Algunos de sus planes para la televisión nunca se concretaron, como por ejemplo la precuela de Goodfellas que se había confirmado en 2010, desarrollada por Pileggi y Scorsese para Warner Bros. Por otro lado, en 2013, Scorsese anunció que se encontraba trabajando en una serie de televisión basada en Gangs of New York. La serie iba a desarrollar con más profundidad el ascenso de las pandillas a finales de los años 1800 tanto en Nueva York como en Chicago y Nueva Orleans. Casi una década más tarde, se volvió a mencionar que se iba a realizar una serie basada en Gangs of New York, con Scorsese como productor ejecutivo y director de los primeros dos episodios y Brett Leonard como guionista. Se anunció que Miramax Television estaba buscando financistas y que contará la historia de bandas rivales entre mediados y finales del siglo XIX, siendo una trama independiente a la del filme de 2002. Asimismo, en 2014 se anunció que HBO y Paramount iban a producir una versión para la televisión de Shutter Island. La serie, titulada Ashecliffe, iba a tratarse de una precuela del filme e iba a desarrollar la historia de los fundadores del hospital psiquiátrico que le daba nombre al proyecto. Se había anunciado a Scorsese como director del episodio piloto y Dennis Lehane como guionista.
Uno de sus proyectos más esperados era Sinatra, sobre la vida de Frank Sinatra. Scorsese había estado trabajando en el proyecto desde 2009 y posteriormente se conoció que Phil Alden Robinson y Billy Ray habían desarrollado el guion y se consideraba a Leonardo DiCaprio como protagonista. Scorsese también había mencionado a Pacino como Sinatra y De Niro como Dean Martin. No obstante, el director abandonó el proyecto en 2017 después de que los familiares del músico se negaran a autorizar la difusión de ciertos aspectos de su vida. «Algunas cosas son muy difíciles para una familia y lo entiendo totalmente. Pero si esperan que lo haga, no pueden ocultar ciertas cosas», declaró Scorsese, que tenía la intención de que el filme se percibiese como una combinación entre Goodfellas y El aviador. Mientras promovía el filme Los asesinos de la luna, habló sobre su intención de seguir trabajando y afirmó: «Soy viejo. Leo cosas. Veo cosas. Quiero contar historias y no hay más tiempo».

## Filmografía
Largometrajes como director
- Who's That Knocking at My Door (1967)
- Boxcar Bertha (1972)
- Mean Streets (1973)
- Alicia ya no vive aquí (1974)
- Taxi Driver (1976)
- New York, New York (1977)
- Toro salvaje (1980)
- El rey de la comedia (1982)
- After Hours (1985)
- El color del dinero (1986)
- La última tentación de Cristo (1988)
- Goodfellas (1990)
- Cape Fear (1991)
- La edad de la inocencia (1993)
- Casino (1995)
- Kundun (1997)
- Bringing Out the Dead (1999)
- Gangs of New York (2002)
- El aviador (2004)
- The Departed (2006)
- Shutter Island (2010)
- Hugo (2011)
- El lobo de Wall Street (2013)
- Silencio (2016)
- El irlandés (2019)
- Los asesinos de la luna (2023)

## Características como cineasta
El cine de Scorsese surgió como parte del Nuevo Hollywood, un movimiento desarrollado por jóvenes cineastas en el cine de los Estados Unidos entre mediados de los años 1960 y principios de 1980. Los filmes de Scorsese, la mayoría ambientados en Nueva York, presentan técnicas cinematográficas identificables en sus producciones, temáticas recurrentes, actores, guionistas y técnicos que se repiten a lo largo de su filmografía —a veces durante décadas— y cameos del propio director. A pesar de que el público y los medios de comunicación lo suelen identificar como un realizador de cine de gánsteres —debido a la popularidad de Goodfellas y Casino—, Scorsese ha tratado una amplia gama de géneros cinematográficos. Mientras que el historiador David Thompson sostuvo que la obra de Scorsese refleja «a un hombre feliz con la ferviente claustrofobia del cine negro», los autores del libro Scorsese and Religion afirmaron que la atención recibida por el director de parte de los académicos hace énfasis en «ciertos aspectos de su pasado e intereses, sea su crianza en la Little Italy de Manhattan o su atracción por las historias sobre el crimen organizado. Como resultado, otros aspectos de la cinematografía de Scorsese han sido minimizados».
Algunos medios de comunicación y autores lo han definido como un «outsider-insider», es decir, un cineasta con una visión de autor o independiente que se ha ganado un lugar dentro de la industria del cine masivo. En 1990 The Village Voice lo definió como un director de cine arte y un «jugador» de Hollywood a la misma vez, clasificándolo como «una anomalía entre los directores de cine contemporáneos» y señalando que «ha logrado hacer películas completamente personales y profundamente autobiográficas que están financiadas por la industria del cine». Scorsese se refirió a este hecho afirmando que algunos de los trabajos comerciales que ha llevado a cabo no estaban en sus planes sino que «estaban en los planes de Hollywood». El director añadió: «Incluso hoy me pregunto qué se necesita para ser un profesional o incluso un artista en Hollywood. ¿Cómo sobrevives al constante tira y afloja entre la expresión personal y las obligaciones comerciales?».

### Técnicas cinematográficas
Scorsese es conocido por su frecuente uso de la cámara lenta, por ejemplo en Toro salvaje, Mean Streets y Taxi Driver, entre otras. Scorsese reveló que mediante la cámara lenta en Taxi Driver tenía la intención de «extender el momento», meterse dentro de la cabeza del protagonista y acentuar el aspecto y actuación de Robert De Niro. También es conocido por congelar fotogramas (freeze frame); en Goodfellas, congeló la imagen durante escenas importantes de la trama —a menudo violentas— no solo para captar la atención del espectador y simular el modo en que imágenes intensas quedan guardadas en la memoria, sino para marcar, según el director, que «se había alcanzado un punto» en la vida del protagonista. Sus filmes incluyen planos secuencia y la utilización de travellings, destacándose una toma sin cortes de tres minutos en Goodfellas cuando el protagonista y su novia entran al Copacabana. Otras cintas como Taxi Driver, Casino, Gangs of New York o Hugo también incluyeron tomas de larga duración. Asimismo, el travelling compensado o efecto vértigo es notorio en la mayoría de sus cintas. El estilo realista y expresionista se evidencia en sus películas. Uno de los primeros ejemplos es Toro salvaje, donde Scorsese utiliza un estilo expresionista en las escenas de boxeo, mientras que narra las escenas familiares fuera del cuadrilátero en un estilo documental. Dichas escenas realistas están acompañadas de pocos movimientos de cámara y largas tomas. El director ha cuestionado los límites entre los filmes narrativos de ficción y los documentales, diciendo que «debería ser un filme. No debería ser un documental o un filme de ficción; no debería haber diferencia».
A los once años de edad, Scorsese creó su primer storyboard, un recurso que iba a utilizar durante la preparación de sus producciones cinematográficas. «Esos storyboards no son el único medio de comunicación para lo que imagino», afirmó el cineasta, «pero son el punto desde donde empiezo», en parte porque «el papel es más barato que la película». Una de sus fuentes de inspiración en el diseño de las tomas y las secuencias es la música. Scorsese fue uno de los precursores del uso de canciones ya existentes en la banda sonora; a excepción de sus cintas de género histórico donde sí se incluyen grabaciones orquestales, es reconocido por introducir canciones pop, rock y clásicas. De este modo, composiciones de Louis Prima o The Rolling Stones se repiten en su filmografía. La influencia de Scorsese en la elección de la música para sus películas llevó al editor musical de Goodfellas Christopher Brooks a declarar: «No había supervisor musical. Marty es el supervisor musical». El director no solo usa la música para complementar la narración, definir la estética o el contexto histórico, sino también —según declaró— para aportarle al filme «una fuerza y un dinamismo que de otro modo faltaría».

### Temáticas
| «Cuando empecé, las únicas mujeres en el equipo eran las de vestuario y las continuistas. Cuando hice Alicia ya no vive aquí en 1974, fue la primera historia narrada desde el punto de vista de una mujer, la primera. Incluso las historias sobre mujeres eran siempre desde el punto de vista de un hombre. Ahora hay tantas mujeres cineastas, escritoras, productoras, directoras.» — Ellen Burstyn, 2019. |

Uno de los temas presentes en su cine desde el comienzo de su carrera es el catolicismo. Scorsese inició su «búsqueda de la fe» con filmes como Mean Streets, Taxi Driver y Toro salvaje, y posteriormente dirigió una trilogía de filmes basados en la religión: La última tentación de Cristo, Kundun y Silencio. Elementos como la duda, la redención o la culpa están presentes desde su primer largometraje, Who's That Knocking at My Door, hasta su carrera posterior. «No me refiero a la culpa por llegar tarde a misa o por tener pensamientos sexuales», afirmó el director. «No, estoy hablando de culpa que viene de simplemente estar vivo. Eso es lo que me lleva hacia esos personajes». Asimismo, trata el conflicto de las identidades dobles en algunos de sus personajes, como en Gangs of New York, The Departed y Shutter Island. En Mean Streets, Goodfellas, Gangs of New York, The Departed y Taxi Driver se desarrollan relaciones entre figuras paternas e hijos sustitutos.
La identidad italoestadounidense se aborda en algunos de sus trabajos más conocidos, muchos de ellos relacionados con la delincuencia organizada. A diferencia sus antecesores de origen italiano —como Vincente Minnelli o Frank Capra— que no trataban temáticas de su propia etnia, Scorsese la hizo evidente desde sus primeras realizaciones, como en el cortometraje It's Not Just You, Murray! (1964), Who's That Knocking at My Door (1967) y el documental Italianamerican (1974), antes de que surgiera el interés por el cine italoestadounidense tras El padrino (1972) de Francis Ford Coppola. De sus protagonistas de origen italiano se detallan rasgos como la masculinidad mediterránea o de la Italia meridional, el tribalismo o la criminalidad. No obstante, personajes aislados del resto de la sociedad que protagonizan filmes como Taxi Driver, El rey de la comedia o El aviador no son de origen italiano, lo que llevó al periodista Robert Kolker a definir la obra de Scorsese como «un cine sobre la soledad». Además de describir la criminalidad de los bajos fondos, Scorsese se ha encargado de incluir figuras corruptas dentro del ámbito legal, como policías en The Departed y políticos en Gangs of New York, El aviador y El irlandés.
Sus películas tratan a menudo la violencia en la sociedad estadounidense. Ben Nyce en su libro Scorsese Up Close: A Study of the Films escribió que la violencia en Taxi Driver no es «operística o romántica» como en El padrino ni decretada por una buena causa, sino que es «directa, sin adornar, brutal». El propio director admitió que la violencia en Casino «no tiene ningún estilo, es plana. No es agradable. No hace más que mostrar hacia donde lleva ese estilo de vida». La violencia gráfica de Goodfellas lo llevó a modificar el metraje original tras las reacciones negativas de algunas escenas en una proyección de prueba. Por otro lado, en la cinta de boxeo Toro salvaje Scorsese utilizó el cuadrilátero como un microcosmos para retratar la violencia que afecta a la sociedad moderna y al mismo tiempo incluyó escenas explícitas de violencia doméstica. El excesivo uso del lenguaje vulgar es característico de algunas de sus películas como Goodfellas, Casino y El lobo de Wall Street. En 2013 El lobo de Wall Street alcanzó un nuevo récord Guinness al usar la palabra «fuck» un total de 506, rompiendo el récord de otra película de Scorsese, Casino, con 422.

### Influencias

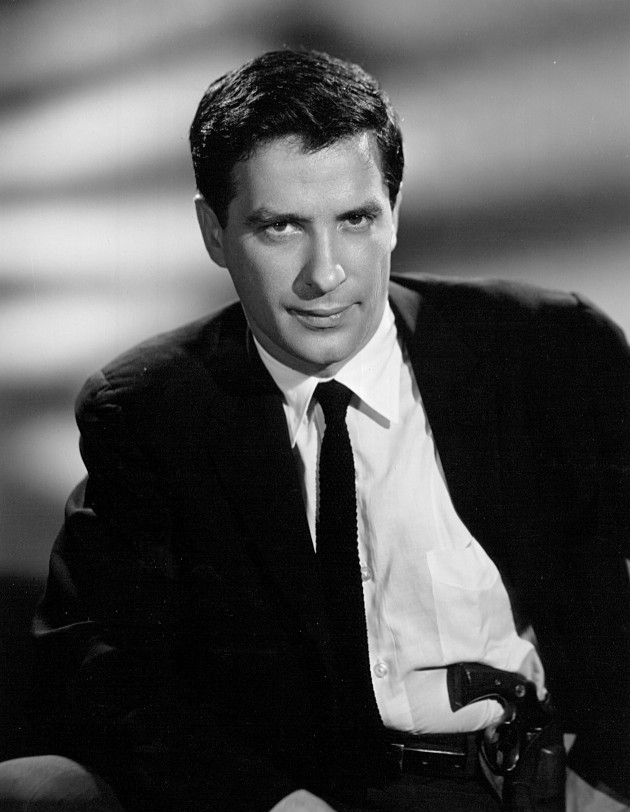
El director John Cassavetes calificó al segundo largometraje de Scorsese como un «pedazo de mierda» y lo alentó a seguir un camino más personal.

El cine de Scorsese está influenciado principalmente por el catolicismo, su vida familiar en Little Italy y el cine italiano. Además del cine italiano, a cuyas cintas atribuyó su conexión con sus raíces sicilianas y sus deseos de dedicarse al cine, estuvo expuesto a la influencia del cine estadounidense de los años 1940 y 1950, siendo fanático de los wéstern. Aficionado de adolescente a las epopeyas históricas, al menos dos de las cintas del género, Tierra de faraones y El Cid, tuvieron un impacto en él, y con frecuencia alquilaba Los cuentos de Hoffman (1951), de Powell y Pressburger, en una tienda que tenía una sola copia de la cinta; era una de las dos personas que regularmente alquilaban ese filme, el otro era el futuro director George A. Romero. Victor Mature llegó a ser uno de sus actores favoritos durante su juventud. También mencionó las películas Narciso negro (1947) y Las zapatillas rojas (1948) de Powell y Pressburger, cuyas innovadoras técnicas influenciaron más tarde su trabajo como cineasta. Al mismo tiempo, reconoció la importancia de la Nouvelle vague y de realizadores como Satyajit Ray, Ingmar Bergman, Michelangelo Antonioni y Federico Fellini. Si bien en su casa no existía la costumbre de leer, hacia finales de los años 1950, Scorsese comenzó a aproximarse a la literatura, siendo marcado en particular por El revés de la trama de Graham Greene, Retrato del artista adolescente de James Joyce y Memorias del subsuelo de Fiódor Dostoyevski.
El actor y director de cine independiente John Cassavetes influenció a Scorsese durante sus inicios como cineasta. Cassavetes incidió en el rumbo que la trayectoria del joven Scorsese iba a tomar después de estrenar de Boxcar Bertha (1972), su segundo largometraje, dirigido por encargo para el productor e impresario Roger Corman. Tras la realización de Boxcar Bertha, Scorsese planeaba dirigir otro proyecto para Corman, una cinta sobre gladiadores o una copia de Papillon. Cassavetes, que había destacado su primer largometraje Who's That Knocking at My Door (1967) como «honesto y veraz», lo alentó a abandonar ese tipo de producción en favor de un cine más personal, comentándole: «Marty, acabas de gastar un año entero de tu vida haciendo este pedazo de mierda». Fue así que Scorsese empezó a dedicarse a proyectos personales como la rescritura de Season of the Witch, más tarde titulada Mean Streets. No obstante, Scorsese iba a reconocer la influencia que tuvo su experiencia en Boxcar Bertha en la realización de Mean Streets: «Utilicé técnicos de Corman y la filmé al estilo de Corman, haciendo casi todo en la locación para conseguir la sordidez totalmente realista que quería», sostuvo el director. «En cierto modo, aprendí a cómo hacer una película real, con un presupuesto real y con un calendario real», añadió.

### Colaboradores frecuentes
Scorsese ha seleccionado a los mismos actores en reiteradas oportunidades, en particular a Robert De Niro, quien trabajó bajo su dirección en diez largometrajes y un cortometraje, incluyendo El rey de la comedia, la mejor actuación de De Niro de acuerdo con la opinión del director. Con la llegada del nuevo milenio, Scorsese comenzó a dirigir a Leonardo DiCaprio, que actuó en seis largometrajes y un cortometraje. Otros actores que han trabajado en varias de sus películas son Victor Argo (6), Harvey Keitel (6), Harry Northup (6), Murray Moston (5), J. C. MacKenzie (4), Joe Pesci (4), Illeana Douglas (4), Frank Vincent (3), Barry Primus (3), Verna Bloom (3) y Frank Sivero (3). El actor Stephen Graham, descrito por el director como su «Joe Pesci británico», participó en dos de sus largometrajes y en el episodio piloto de Boardwalk Empire. Antes de fallecer, los padres de Scorsese, Charles Scorsese y Catherine Scorsese, aparecieron en roles breves o secundarios, como en Goodfellas. DiCaprio destacó la importancia que concede Scorsese a su trabajo con los actores comentando que «para él la trama es secundaria. Su prioridad es encontrar el corazón de la historia a través de los actores con quienes trabaja».
Su principal colaboradora en el plano técnico ha sido la montadora Thelma Schoonmaker, que inició su carrera en el cine de la mano de Scorsese —después de conocerlo en 1963—, a quien le ha adjudicado sus conocimientos sobre montaje, y ha montado filmes del director por más de cincuenta años, ganando una variedad de premios incluido el Óscar. Cabe destacar que Marcia Lucas montó tres de sus largometrajes en la década de 1970, destacándose Taxi Driver. Tras seguir su trayectoria en Italia, Scorsese fue quien introdujo al diseñador de producción Dante Ferretti en cine estadounidense, una colaboración que se tornó frecuente. En ocasiones, Ferretti también se encargó del diseño del vestuario, y ha trabajado en conjunto con su esposa Francesca Lo Schiavo, encargada del decorado. En ocasiones, Bob Shaw ha realizado el diseño de producción de algunos proyectos del director. Elaine y Saul Bass diseñaron las secuencias de apertura de Goodfellas, La edad de la inocencia, Casino y Cape Fear.
Algunos de los directores de fotografía que lo ayudaron a plasmar sus proyectos en la pantalla fueron Michael Chapman en Taxi Driver y Toro salvaje, más adelante Michael Ballhaus entre los años 1980 y 2000, y Robert Richardson y Rodrigo Prieto en su carrera posterior. La trayectoria de Robbie Robertson como productor musical estuvo marcada por sus múltiples aportes como compositor para cintas de Scorsese, desde el documental The Last Waltz en los años 1970 hasta El irlandés décadas más tarde. «Él era un músico frustrado y supongo que yo era un cineasta frustrado —dijo Robertson—. Así que fue una conexión perfecta». También contó con la colaboración de los compositores Elmer Bernstein y Howard Shore en contadas ocasiones. Durante sus primeros tiempos como director, Scorsese colaboró con los guionistas Mardik Martin y Paul Schrader, más tarde llevó a la pantalla Goodfellas y Casino del escritor Nicholas Pileggi, y posteriormente iba a rodar guiones escritos por Jay Cocks, John Logan, Terence Winter y Steven Zaillian.

## Vida personal
Scorsese se ha casado un total de cinco veces y tiene tres hijas. Conoció a su primera esposa, la aspirante a actriz Laraine Marie Brennan, trabajando en el cortometraje It's Not Just You, Murray!, mientras ambos estudiaban en la Universidad de Nueva York. Después de graduarse, se casaron el 15 de mayo de 1965 y Scorsese abandonó la casa de sus padres en Little Italy para mudarse junto a Brennan a un apartamento en Jersey City. El 7 de diciembre de 1965 nació su hija, Catherine Terese Glinora Sophia, nombrada en honor a la madre del director. A causa de los problemas económicos y su énfasis en el desarrollo de su carrera en el cine, la pareja se divorció en 1971. El mismo año, mientras trabajaba como montador en Medicine Ball Caravan y Woodstock, conoció a la hija de uno de los productores, Sandy Weintraub, con quien vivió durante cuatro años e incluso colaboró en algunos de los proyectos del director.

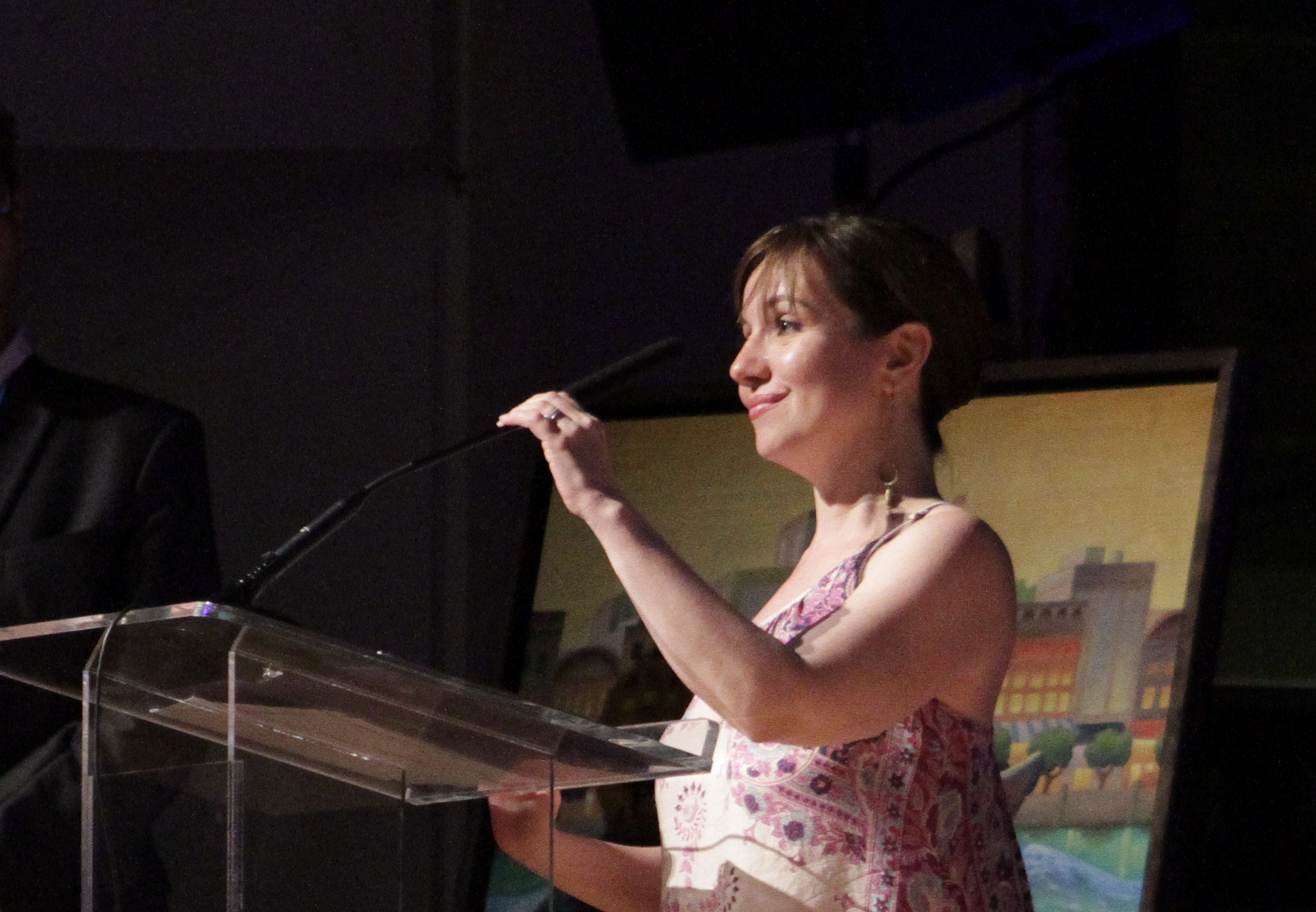
Domenica Cameron-Scorsese en 2016.

Conoció a la que iba a ser su segunda esposa, la periodista Julia Cameron, en el set de Taxi Driver, a donde esta había asistido para entrevistar al guionista Paul Schrader. Aunque su noviazgo con Sandy Weintraub no había acabado, Scorsese inició una relación con Cameron y una vez culminada la producción de Taxi Driver, se casaron el 30 de diciembre de 1975, cuando él tenía treinta y tres años de edad. El 6 de septiembre de 1976 nació la primera y única hija del matrimonio, Domenica Cameron-Scorsese. En enero de 1977, Scorsese y Cameron se separaron y esta abandonó la casa de Mulholland Drive donde estaban viviendo. De acuerdo con Cameron, una de las razones del divorció fue la aventura que el cineasta mantuvo con Liza Minnelli durante el rodaje de New York, New York. El divorcio fue reñido y sirvió de inspiración a la trama del primer largometraje de Cameron, la comedia negra God's Will, con Domenica como protagonista. Domenica también tuvo papeles en La edad de la inocencia y Cape Fear, e iba a continuar actuando, escribiendo, dirigiendo y produciendo.
En medio del caos provocado por su matrimonio fallido, su aventura con Minnelli y su adicción a la cocaína, Scorsese conoció a Isabella Rossellini cuando la actriz lo entrevistó para la cadena Rai. A principios de 1978 se mudaron juntos y el 30 de septiembre del año siguiente se casaron en Bracciano; él tenía 37 años de edad y ella era diez años más joven. Hacia fines de 1981, durante la filmación de El rey de la comedia, el matrimonio comenzó a tener problemas y Rossellini inició otra relación en paralelo. Según la actriz y modelo, a Scorsese no le importaba ese hecho y quería que el matrimonio continuase para evitar la tentación de casarse por cuarta vez. «Si así es como ella lo recuerda. No pienso que esté mintiendo», declaró el director más tarde. Se divorciaron en 1983. Menos de dos años después de divorciarse de Rossellini, el 8 de febrero de 1985 Scorsese se casó por cuarta vez con la productora de cine independiente Barbara De Fina. La pareja se había conocido durante el rodaje de After Hours y durante el matrimonio su colaboración en el plano artístico iba a ser exitosa, incluso después de su divorcio en 1991. Luego de conocer a la actriz Illeana Douglas durante la filmación de La última tentación de Cristo, Scorsese estuvo en pareja con ella hasta 1997. Se casó por quinta vez el 22 de julio de 1999 con Helen S. Morris, editora de Random House, y el 16 de noviembre del mismo año nació su hija, Francesca.
Scorsese se identifica como católico no practicante como resultado de la posición de la Iglesia en contra del divorcio; declaró al respecto: «Soy un católico no practicante. Pero soy católico romano; no hay manera de dejar de serlo». En una entrevista en 2016 afirmó que, aunque se había alejado de la religión durante años, se sentía «más cómodo como católico» y más tarde afirmó: «¿Dónde encuentro el sentido de la existencia y el sentido de la vida? Para mí, es la cristiandad». En 2010 se anunció que Scorsese era seguidor la iniciativa de la David Lynch Foundation para ayudar a diez mil veteranos de guerra a superar el trastorno por estrés postraumático a través de la técnica de meditación trascendental; el mismo Scorsese habló públicamente acerca de su propia experiencia con esa técnica. En 2018 adoptó la ciudadanía italiana por ius sanguinis. A pesar de su ascendencia y la temática de sus películas, Scorsese no habla italiano: «Tuve un bloqueo con respecto a hablar italiano porque mi familia me lo imponía», recordó el cineasta.

## Controversias
Varios aspectos de los filmes de Scorsese han sido controvertidos, principalmente en La última tentación de Cristo. La versión de Jesús de Nazaret personificada por Willem Dafoe bajo la dirección de Scorsese fue criticada por sus muestras de ego, deseo sexual y blasfemia. Varias organizaciones cristianas tanto en Estados Unidos como en el resto del mundo protestaron en contra de su contenido —incluso desde antes del estreno— y tuvo respuestas negativas por parte de personalidades como el director italiano Franco Zeffirelli y el comentarista político Pat Buchanan. Como resultado, varios cines y la cadena de videoclubes Blockbuster Video se negaron a distribuir la cinta. Sus otros trabajos centrados en la religión tampoco estuvieron exentos de controversias. La distribución de Kundun, sobre el dalái lama Tenzin Gyatso, estuvo dificultada por presiones del gobierno chino, lo que llevó al ejecutivo Michael Eisner a declarar que el filme había sido «una estúpida equivocación».
Con respecto a Taxi Driver, para poder alcanzar una clasificación por edades más abarcativa por parte de la MPAA, el director optó por desaturar el color de la sangre en las escenas violentas del final para que tuviera un tono menos realista. De todas formas, la cinta fue criticada por su excesiva violencia; parte del auditorio la abucheó durante su estreno en el Festival de Cannes y a raíz de su proyección, el presidente del jurado del festival Tennessee Williams manifestó que esa época había estado «marcada por filmes serios sin esperanza, algunos de ellos reflejaban una violencia difícilmente vista antes». En 1981 el guionista Paul Schrader, De Niro y Scorsese fueron interrogados por el FBI tras el intento de asesinato de Ronald Reagan llevado a cabo por John Hinckley Jr. con la intención de impresionar a Jodie Foster, con quien estaba obsesionado después de haber visto Taxi Driver.
En 2019 sus declaraciones sobre las películas de superhéroes y el universo cinematográfico de Marvel resultaron controvertidas entre el público y la industria del cine y estuvieron sujetas a una considerable cobertura por parte de los medios de comunicación. Cuando se le preguntó su opinión sobre las adaptaciones de Marvel, Scorsese afirmó: 

No las veo. Lo intenté, ¿sabes? Pero eso no es cine. Honestamente, aunque están bien hechas, con actores que hacen lo mejor que pueden bajo las circunstancias, a lo que más me recuerdan es a parques temáticos. No es el cine en el que seres humanos intentan transmitir sentimientos o experiencias psicológicas a otros seres humanos.

Sus dichos provocaron reacciones opuestas. Cineastas como Francis Ford Coppola, Ken Loach y Quentin Tarantino expresaron opiniones similares. Por otro lado, las películas de Marvel recibieron el apoyo de figuras como el director Kevin Smith, los hermanos Russo, el ejecutivo de Disney Robert Iger y algunos protagonistas del género de superhéroes.
Como consecuencia de la controversia desatada por sus declaraciones, Scorsese redactó un artículo para The New York Times en el que explicó y desarrolló su opinión sobre el tema. Argumentó que elementos como la sorpresa, el misterio o el «peligro emocional genuino» no están presentes en las películas de Marvel, que están hechas para satisfacer las demandas del mercado, donde «nada está en riesgo». Las definió como «variaciones de un número finito de temas» y «secuelas de nombre, pero remakes de espíritu». Del mismo modo agregó: 

Entonces, te preguntarás cual es mi problema. ¿Por qué simplemente no dejar ser a las películas de superhéroes y otras franquicias? La razón es simple. En muchos sitios de este país y alrededor del mundo, las franquicias son ahora tu principal opción si quieres ver algo en la pantalla grande. Es una época peligrosa para la exhibición de películas y hay menos cines independientes que nunca antes [...] La situación, lamentablemente, es que ahora tenemos dos campos por separado: Está el entretenimiento audiovisual mundial y está el cine. Todavía se superponen de vez en cuando, pero eso se está volviendo cada vez más raro. Y me temo que el dominio financiero de uno se está utilizando para marginar e incluso menospreciar la existencia del otro.

## Premios y reconocimientos
A lo largo de su trayectoria profesional, Scorsese y sus películas han recibido numerosas candidaturas a algunos de los galardones más prestigiosos tanto nacionales como internacionales. Entre sus premios obtenidos se incluyen un Premio Óscar, tres Premios BAFTA y tres Premios Globo de Oro, sin contar los premios Cecil B. DeMille y BAFTA Academy Fellowship que obtuvo en 2010 y 2011 respectivamente. Luego de ser nominado al Óscar como mejor director en reiteradas ocasiones, finalmente consiguió la estatuilla en 2007 gracias a su labor en The Departed. Con diez candidaturas al Óscar como mejor director, es el director vivo con más nominaciones y el segundo en total por detrás de William Wyler con doce. Por su intervención adicional como productor de sus filmes, se lo ha nominado en la categoría de mejor película por Hugo, El lobo de Wall Street y El irlandés. Hacia el año 2020, sus películas habían recibido un total de 71 nominaciones al Óscar y veinte estatuillas obtenidas; sin embargo, muchos de esos premios pertenecían a categorías técnicas, siendo ignorado su trabajo en las categorías principales.
De igual manera, su labor ha sido reconocida por festivales de cine europeos como el Festival de Cannes, que le otorgó la Palma de Oro por Taxi Driver, o el Festival de Venecia que le entregó el León de Plata a la mejor dirección por Goodfellas. Además de recibir el Premio del Sindicato de Directores a la mejor dirección, recibió un amplio reconocimiento por parte de varias organizaciones de críticos de cine, entre ellas la Boston Society of Film Critics, la Asociación de Críticos de Cine de Chicago, la Asociación de Críticos de Cine de Dallas-Fort Worth, la Asociación de Críticos de Cine de Los Ángeles y el Círculo de Críticos de Cine de Nueva York. Recibió el premio a la trayectoria de parte del American Film Institute (AFI) y reconocimientos honoríficos de parte del National Board of Review y los premios César y David di Donatello. Igualmente, ha sido galardonado por sus contribuciones en el ámbito musical, habiendo ganado un Grammy al mejor video musical de formato largo por el documental No Direction Home. Tampoco han pasado desapercibidas sus participaciones en televisión, especialmente su dirección en la serie Boardwalk Empire, que lo llevó a conseguir el premio del Sindicato de Directores a la mejor dirección de televisión (drama) y el Primetime Emmy a la mejor dirección en una serie dramática, entre otras nominaciones.

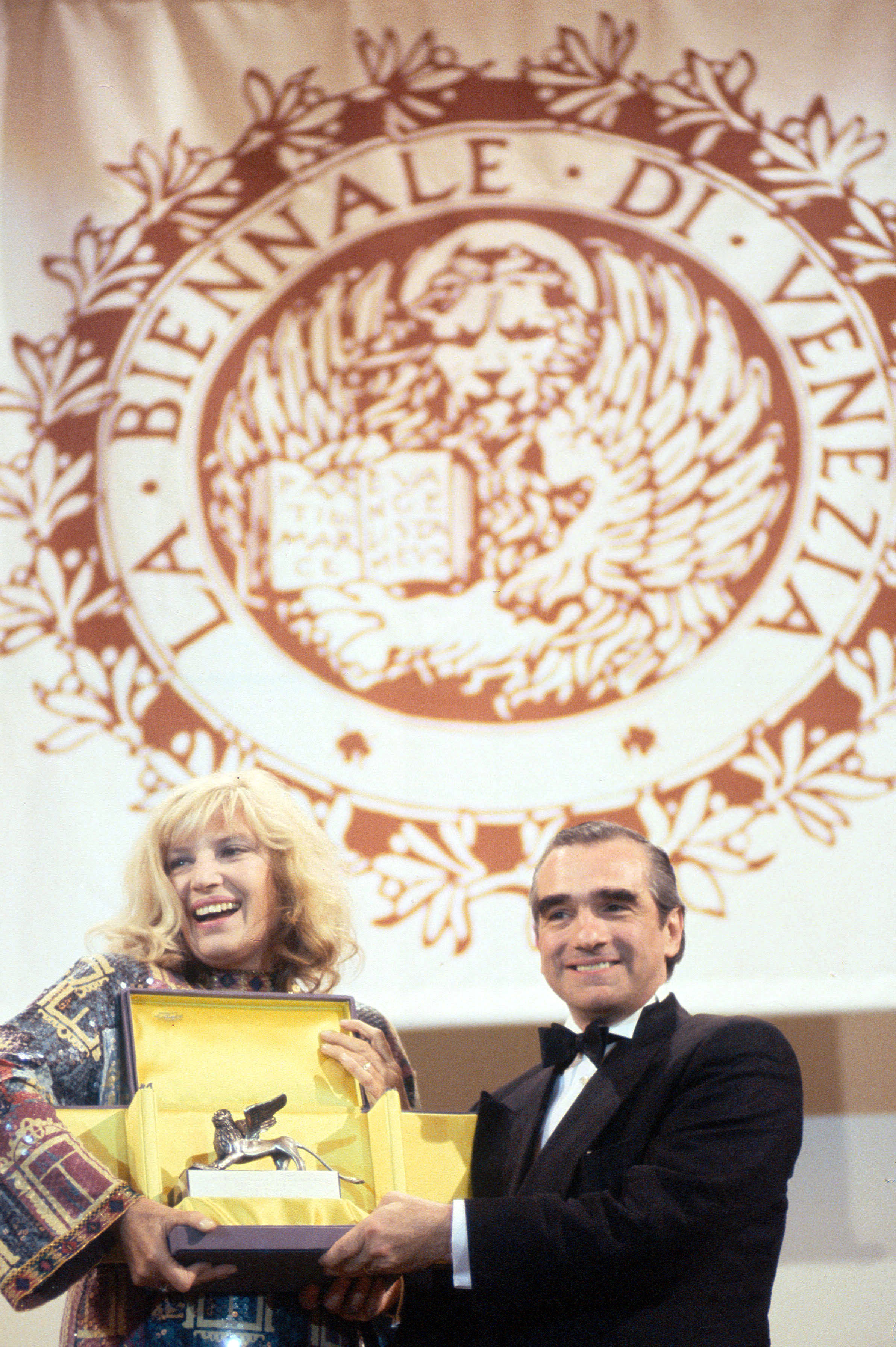
Scorsese recibiendo el León de Oro en honor a su carrera de parte de la actriz Monica Vitti en el Festival Internacional de Cine de Venecia en 1995.

En 2003 el Fondo Nacional para las Humanidades seleccionó a Scorsese para llevar a cabo la conferencia Jefferson, el mayor honor del gobierno federal estadounidense en humanidades. Fue el primer cineasta en resultar elegido para ese honor. Su conferencia, que tuvo lugar en abril de ese año en el Centro John F. Kennedy para las Artes Escénicas, se tituló «Persistence of Vision: Reading the Language of Cinema». El mismo año se colocó una estrella con su nombre en el Paseo de la fama de Hollywood. En honor a su influencia en la cultura estadounidense, se le otorgó el Kennedy Center Honor en 2007. En el año 2000 en Roma el presidente italiano lo nombró Caballero de la Gran Cruz de la Orden al Mérito de la República Italiana y en una ceremonia en París en enero de 2005 recibió la Legión de Honor en reconocimiento por sus contribuciones al cine. En 2011 obtuvo un doctorado honorario de la Escuela Nacional de Cine, Televisión y Teatro en Lodz y rindió homenaje a Wajda, Munk, Has, Polański y Skolimowski. En abril de 2017 recibió la Medalla al Mérito Cultural «Gloria Artis» polaca como reconocimiento a sus aportes al cine de Polonia. Adicionalmente, se ha hecho acreedor a doctorados honoríficos de las universidades de Princeton, Williams, Bard, Wesleyana, Nueva York y Oxford. La Tisch School of the Arts abrió 2023 una instalación llamada «Martin Scorsese Virtual Production Center» en Brooklyn, un establecimiento tecnólogico de última generación para estudiantes de la universidad.

## Legado
En una lista de los mejores cincuenta directores recopilada por la revista Entertainment Weekly en 1996, Scorsese fue colocado en el número cinco, siendo el realizador vivo mejor ubicado en la lista. En 2002 ocupó el número once en la lista de los 25 directores más influyentes de todos los tiempos según la revista de cine MovieMaker, con base en los votos de directores, guionista, actores y críticos. El diario británico The Guardian eligió en 2003 a Scorsese como el segundo mejor director del mundo. En 2007 formó parte de la lista de la revista Time de las cien personas más influyentes en el mundo. El mismo año se lo nombró el segundo mejor director de todos los tiempos de acuerdo a una encuesta de la revista británica Total Film, por detrás de Alfred Hitchcock. En un estudio realizado con base en datos de Metacritic en 2017, el sitio web Quartz hizo una lista de los cien mejores directores de los últimos veinticinco años, donde Scorsese se posicionó octavo.
En 1998 el American Film Institute (AFI) incluyó tres de sus películas en la lista de los cien mejores filmes estadounidenses: Toro salvaje (24), Taxi Driver (47) y Goodfellas (94). En la edición del año 2007 de la misma lista, Toro salvaje alcanzó en número cuatro, Taxi Driver el número 52 y Goodfellas el número 92. En 2001 la misma organización incluyó dos películas de Scorsese en la lista «100 años... 100 películas de suspense»: Taxi Driver (22) y Toro salvaje (51). A su vez, el libro 1001 películas que hay que ver antes de morir añadió seis películas de Scorsese a su lista. En 2008 el AFI colocó dos de sus películas en la «AFI's 10 Top 10»: Toro salvaje en el número uno dentro del género deportivo y Goodfellas en el número dos en el género de gánsteres. El mismo año, ciento cincuenta personalidades de la industria del cine, cincuenta críticos y diez mil lectores de la revista Empire realizaron una lista de las 500 mejores películas de todos los tiempos, que incluyó ocho filmes de Scorsese, entre ellos Goodfellas (6), Toro salvaje (11) y Taxi Driver (17); en otra lista en 2018, la revista colocó a Goodfellas en la misma posición. En una encuesta realizada por Sight and Sound a directores de cine para seleccionar las cincuenta mejores películas de todos los tiempos, Taxi Driver (5) Toro salvaje (12) y Goodfellas (48) se hicieron presentes en la lista. En otra votación, realizada por Entertainment Weekly, Mean Streets alcanzó el séptimo puesto dentro de las mejores películas de la historia. En la lista de las 100 mejores películas del siglo XXI de la BBC publicada en 2016, se incluyó a El lobo de Wall Street (78).

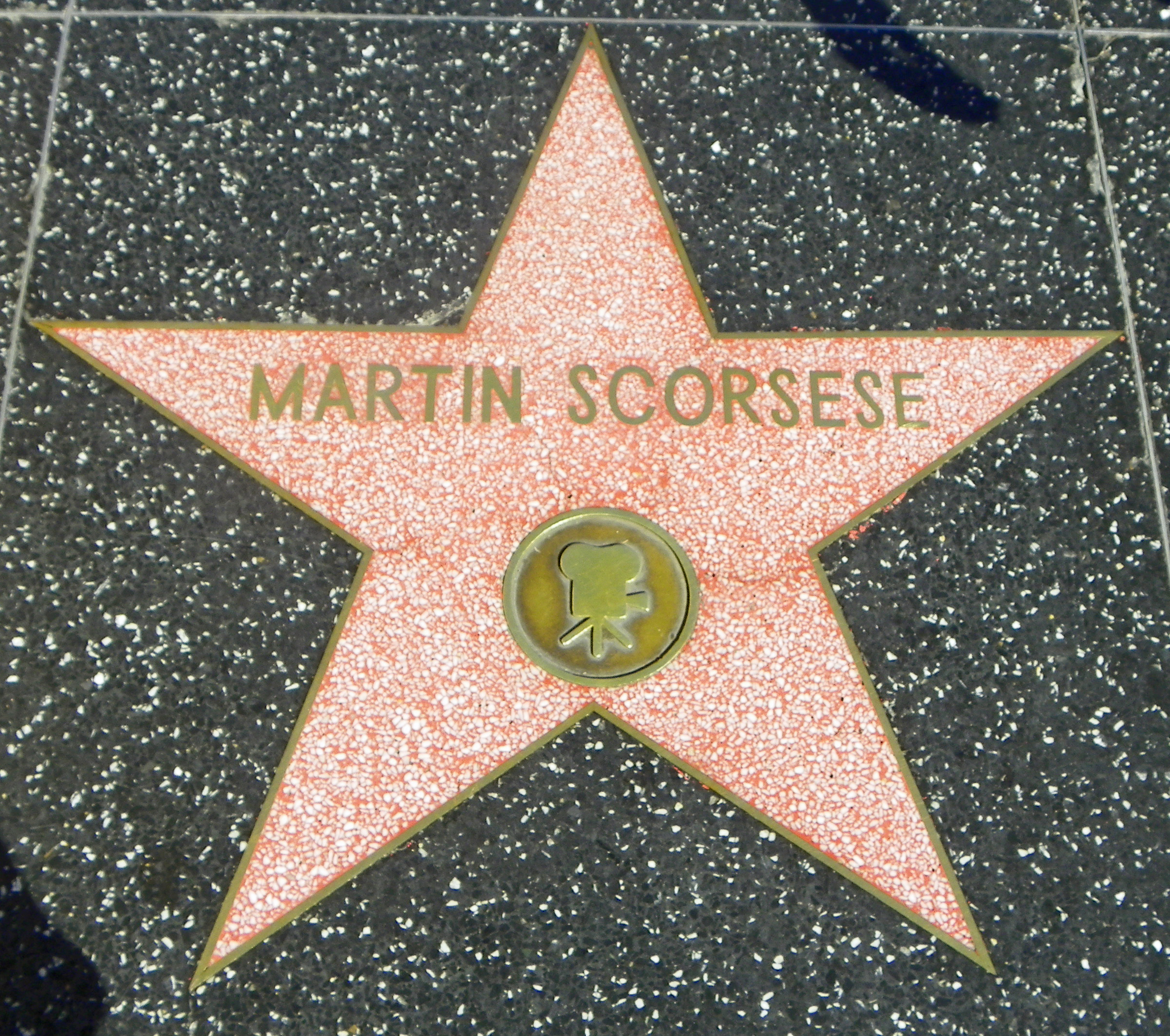
Estrella del director en el Paseo de la fama de Hollywood.

Hacia 2019, cinco de sus filmes habían sido seleccionados por la Biblioteca del Congreso de Estados Unidos para su preservación en el National Film Registry por ser «culturalmente, históricamente o estéticamente significativas». Scorsese fue uno de los cineastas más elogiados por el crítico de cine Roger Ebert, que reconoció su potencial desde que vio Who's That Knocking at My Door hasta ya avanzada su carrera. «Scorsese nunca me decepcionó. Nunca ha hecho un filme indigno», escribió Ebert en su libro Scorsese by Ebert —el único que dedicó enteramente a la obra de un cineasta—, y a menudo se refería a él como el «mejor director estadounidense en actividad». Otro crítico, Andrew Sarris, después de ver Toro salvaje comparó a Scorsese con George Cukor, Ingmar Bergman y Elia Kazan por su capacidad para lograr actuaciones inspiradas de parte de sus actores. La revista australiana Senses of Cinema sostuvo que «si Steven Spielberg, con su éxito en la taquilla y premios Óscar, es el representante popular de su generación, Scorsese es claramente el favorito de la crítica de esa generación». Asimismo, obtuvo reacciones positivas por parte de cineastas como Ingmar Bergman, Frank Capra, Jean-Luc Godard, Werner Herzog, Elia Kazan y Satyajit Ray. Comentando sobre el filme El irlandés, Guillermo del Toro comparó la habilidad de Scorsese para desarrollar personajes con los filmes de Renoir, Bresson, Bergman, Oliveira o Kurosawa. Al aceptar el Globo de Oro al mejor director en 2020, Sam Mendes declaró: «No hay un director en esta sala, no hay un director en el mundo, que no esté a la sombra de Martin Scorsese».

### Influencia
La obra de Scorsese, «posiblemente el director más innovador e influyente de su generación» para la crítica de cine Janet Maslin, ha servido de influencia a numerosos cineastas. El retrato de la deslucida vida criminal en Mean Streets, su primera película de gánsteres, influenció a la serie Los Soprano, y sus técnicas de cámara montada fueron replicadas por los directores Spike Lee y Darren Aronofsky en sus primeros trabajos. Richard Linklater citó a Toro salvaje como una de sus cintas predilectas y reivindicó el musical New York, New York. Wes Anderson citó como influencia el cine de Scorsese, especialmente en el uso de la música, la cámara lenta y la dirección de la vista del espectador hacia un punto en particular. La influencia del estilo de Scorsese es reconocible en el cine de Paul Thomas Anderson en cuanto a imágenes, uso de la música, temáticas como la culpa y la redención, manera de rodar y narrativa; dicha influencia es notoria en Boogie Nights (1997), donde Anderson se inspiró en filmes como Taxi Driver, Toro salvaje, Goodfellas y Casino. Otros cineastas que han recibido su influencia son Oliver Stone, John Turturro, Bong Joon-ho, Todd Phillips, Damián Szifron y Paolo Sorrentino.
El debut como director de Robert De Niro A Bronx Tale (1993) fue descrito por la revista New York como un «complemento menor» de Goodfellas. En sus inicios, se comparó a Quentin Tarantino con Scorsese y del mismo modo, su primer largometraje, Reservoir Dogs (1992), fue comparado con Mean Streets y Goodfellas. Tarantino reconoció su fanatismo por Taxi Driver, llamándola «el mejor estudio de un personaje en primera persona llevado al cine» y una de las mejores de la historia. Muchos críticos de cine compararon la comedia negra criminal American Hustle (2013) con Goodfellas y coincidieron en los préstamos artísticos que el director David O. Russell tomó de Scorsese, como por ejemplo las tomas en cámara lenta, la música rock y fotogramas congelados para incluir una narración en voz en off. «No estar influenciado por él sería imposible», sostuvo Russell, nominado al Óscar por su dirección.